# Antisémitisme dans l'islam
L'antisémitisme dans l'islam renvoie aux traits antisémites ou hostiles aux Juifs ou au judaïsme dans les écritures islamiques et les enseignements théologiques musulmans, à partir du VIIe siècle, également aux attitudes négatives des musulmans à leur égard, ainsi qu'au traitement particulier qui leur est réservé tout au long de l'histoire de l'islam et dans les espaces où l'islam domine.

## «Sémites»
Le mot est forgé à partir du personnage biblique Sem (en hébreu שֵׁם, šem, en arabe سام « nom, renommée, prospérité »), un des fils de Noé et ancêtre d'Abraham. Créé dans le champ de la philologie pour désigner une famille de langues, le terme « sémite » a été utilisé à partir du XIXe siècle pour imaginer les locuteurs de ces langues comme participants d'une race humaine particulière ; cette conception est aujourd'hui abandonnée par la communauté scientifique.
Les témoignages archéologiques montrent que des locuteurs de langues sémitiques étaient dispersés en Mésopotamie avant l'établissement d'une culture urbaine dans la région ; il existe une hypothèse selon laquelle plusieurs vagues de nomades parlant des langues sémitiques ont traversé dès les temps préhistoriques les déserts arides de l'Est pour rejoindre le Croissant fertile.
Le terme « antisémitisme » apparaît dès sa création au XIXe siècle, comme un racisme ne visant spécifiquement que les Juifs. Même si ce terme peut paraître équivoque ou même « inapproprié » parce qu'il pourrait viser les autres populations de langue sémitique dont les Arabes ou parce que les Juifs d'aujourd'hui ne sont pas tous sémites, il a été forgé pour désigner l'hostilité revendiquée contre les Juifs et leur culture, nullement contre d'autres locuteurs de langues sémitiques, et il est toujours employé dans ce sens.

## Gamme d'opinions
- Les historiens Claude Cahen[4] et Shelomo Dov Goitein[5] s'opposent à l'idée d'antisémitisme historique dans les pays musulmans, écrivant que la discrimination pratiquée contre les non-musulmans (kouffar) était de nature générale et ne visait pas spécifiquement les Juifs[6],[7]. Selon eux, l'antisémitisme dans l'islam médiéval était local et sporadique plutôt que général et endémique.
- Bernard Lewis[8] écrit que bien que les musulmans aient maintenu des stéréotypes négatifs concernant les juifs tout au long de la majeure partie de l'histoire islamique, ces stéréotypes étaient différents de ceux qui accompagnaient l'antisémitisme européen car, contrairement aux chrétiens, les musulmans considéraient les juifs comme des objets de ridicule et non de peur. Il soutient que les musulmans n'ont pas attribué le « mal cosmique » aux juifs[9]. De l'avis de Lewis, ce n'est qu'à la fin du XIXe siècle qu'apparaissent pour la première fois parmi les musulmans des mouvements que l'on peut qualifier d'antisémites dans les formes européennes[10].
- Frederick M. Schweitzer et Marvin Perry déclarent qu'il y a principalement des références négatives aux Juifs dans le Coran et les Hadiths, et que les régimes islamiques ont traité les Juifs de manière dégradante. Les juifs comme les chrétiens étaient soumis au statut de dhimmis. Schweitzer et Perry déclarent aussi que pendant une grande partie de l'histoire, les chrétiens ont plus maltraité les Juifs, affirmant que les Juifs des terres chrétiennes étaient soumis à des polémiques, des persécutions et des massacres pires que sous la domination musulmane[11].
- Selon Walter Laqueur, les différentes interprétations du Coran sont importantes pour comprendre les attitudes musulmanes envers les Juifs. De nombreux versets coraniques prêchent la tolérance envers les Juifs ; d'autres font des remarques hostiles à leur sujet (qui sont similaires aux remarques hostiles faites contre ceux qui n'ont pas accepté l'islam). Mahomet a interagi avec les Juifs vivant en Arabie : il leur a prêché dans l'espoir de les convertir, il a combattu et tué de nombreux Juifs, tandis qu'il s'est lié d'amitié avec d'autres[12].
- Pour Martin Kramer, l'idée que l'antisémitisme contemporain des musulmans est authentiquement islamique « touche à certaines vérités, pourtant elle en passe à côté de bien d'autres » (voir Antisémitisme dans le monde arabe). Kramer pense que l'antisémitisme contemporain n'est que partiellement dû aux politiques israéliennes, à propos desquelles les musulmans peuvent avoir un profond sentiment d'injustice et de perte. Kramer attribue les principales causes de l'antisémitisme musulman aux idéologies européennes modernes, qui ont infecté le monde musulman[13].
- Amal Saad-Ghorayeb, écrivaine et analyste politique libanaise, a consacré un chapitre entier de son livre Hizbu'llah : Politics and Religion à une analyse des croyances antijuives du Hezbollah[14]. Saad-Ghorayeb soutient que bien que le sionisme ait influencé l'antijudaïsme du Hezbollah, « il n'en dépend pas » parce que la haine du Hezbollah envers les Juifs est davantage motivée par la religion que par la politique.

## Coran et Juifs en contexte
Le Coran fait spécifiquement référence aux Banū Isrāʾīl (qui signifie « les enfants d'Israël »),, un terme qui apparaît 44 fois dans le Coran, bien qu'il ne soit pas clair s'il se réfère exclusivement aux Juifs ou à la fois Juifs et Chrétiens en tant que groupe religieux unique. Le terme arabe Yahūd, désignant les Juifs, et Yahūdi apparaissent 11 fois, et la forme verbale hāda (qui signifie « être juif/juif ») apparaît 10 fois. Selon Khalid Durán, les passages négatifs utilisent Yahūd, tandis que les références positives parlent principalement du Banū Isrāʾīl. Dans le Coran, les Juifs ne sont pas un groupe ethnique mais un groupe religieux, tandis que les Banū Isrāʾīl étaient un groupe ethnique et, selon le Coran, ils ne suivaient pas le judaïsme. Les Juifs ne sont pas du tout mentionnés dans les versets datant de la période mecquoise. Selon Bernard Lewis, la couverture accordée aux Juifs est relativement insignifiante.
Les références dans le Coran aux Juifs sont interprétées de différentes manières. Selon Frederick M. Schweitzer et Marvin Perry, ces références sont « pour la plupart négatives ». Selon Tahir Abbas, les références générales aux Juifs sont favorables, seules celles adressées à des groupes particuliers de Juifs contenant des critiques sévères.
Selon Bernard Lewis et d'autres universitaires, les premiers versets du Coran étaient en grande partie bienveillants envers les Juifs. Mahomet les admirait en tant que monothéistes et les considérait comme des adhérents naturels à la nouvelle foi, et les pratiques juives ont aidé à modéliser les premiers comportements islamiques, tels que la prière de midi, les prières du vendredi, le jeûne du Ramadan (sur le modèle du jeûne juif de Yom Kippour le 10 du mois de Tishri), et le plus célèbre du fait que jusqu'en 623, les musulmans ont prié vers Jérusalem, pas vers la Mecque.

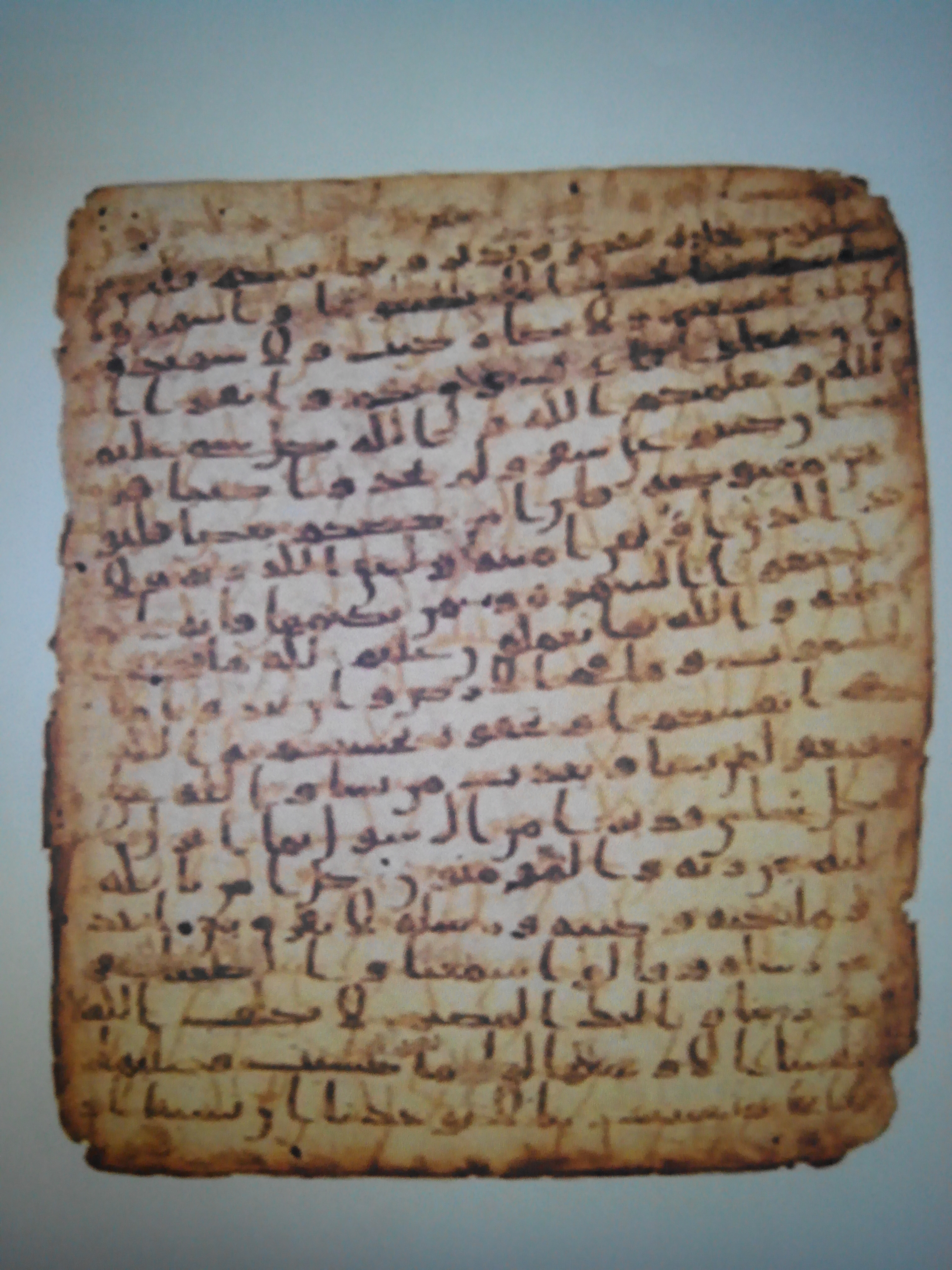
Charte de Médine

Après l'Hégire (al-hijra) en 622, Mahomet et ses disciples s'installèrent à Yathrib, rebaptisé par la suite Médine al-Nabi (« Ville du Prophète ») où il réussit à rédiger un « contrat social » largement appelé la Constitution de Médine. Ce contrat, connu sous le nom de « la Feuille » (ṣaḥīfa) confirmait la coexistence pacifique entre musulmans, juifs et chrétiens, les définissant tous, dans des conditions données, comme constituant la Oummah, ou « communauté » de cette ville, et accordant à cette dernière la liberté de la pensée et de la pratique religieuse. Yathrib/Medina n'était pas homogène. Aux côtés des 200 émigrés de la Mecque (les Muhājirūn), qui avaient suivi Mahomet, sa population se composait de fidèles de Médine (Anṣār, "les aides"), de païens arabes, de trois tribus juives et de quelques chrétiens. La constitution fondatrice cherchait à établir, pour la première fois dans l'Histoire selon Ali Khan, un accord formel garantissant la convivialité interconfessionnelle, quoique entouré d'articles mettant l'accent sur la coopération stratégique dans la défense de la ville.
Au paragraphe 16 de ce document, il est dit que : « Les Juifs qui nous suivent ont droit à notre aide et à notre soutien tant qu'ils ne nous auront pas fait du tort ou prêté assistance (à aucun ennemi) contre nous ».
Le paragraphe 37 dit que « Aux Juifs leurs propres dépenses et aux Musulmans les leurs. Ils s'entraident en cas d'atteinte aux personnes visées par le présent document. Il y aura une amitié sincère, un échange de bons conseils, une conduite juste et aucune trahison entre eux. Les trois tribus juives locales étaient les Banu Nadir, les Banu Qurayza et les Banu Qaynuqa. Alors que Mahomet n'avait clairement aucun préjugé contre eux, et semble avoir considéré son propre message comme sensiblement le même que celui reçu par les Juifs du Sinaï, la politique tribale et la profonde frustration de Mohammad face aux refus juifs d'accepter sa prophétie, a rapidement conduit à une rupture avec les trois.
Les Banu Qaynuqa ont été expulsés de Médine en 624. En mars 624, les musulmans dirigés par Mahomet ont vaincu les Mecquois de la tribu Banu Quraysh lors de la bataille de Badr. Ibn Ishaq écrit qu'un différend a éclaté entre les musulmans et les Banu Qaynuqa (les alliés de la tribu Khazraj) peu de temps après. Lorsqu'une femme musulmane a visité une bijouterie sur le marché de Qaynuqa, elle a été harcelée pour découvrir ses cheveux. L'orfèvre, un juif, épingla ses vêtements de telle sorte qu'en se levant, elle fut déshabillée. Un homme musulman venant sur l'agitation qui en a résultée a tué le commerçant en représailles. Une foule de Juifs de la tribu Qaynuqa s'est alors jetée sur l'homme musulman et l'a tué. Cela a dégénéré en une chaîne de meurtres par vengeance, et l'inimitié s'est développée entre les musulmans et les Banu Qaynuqa.

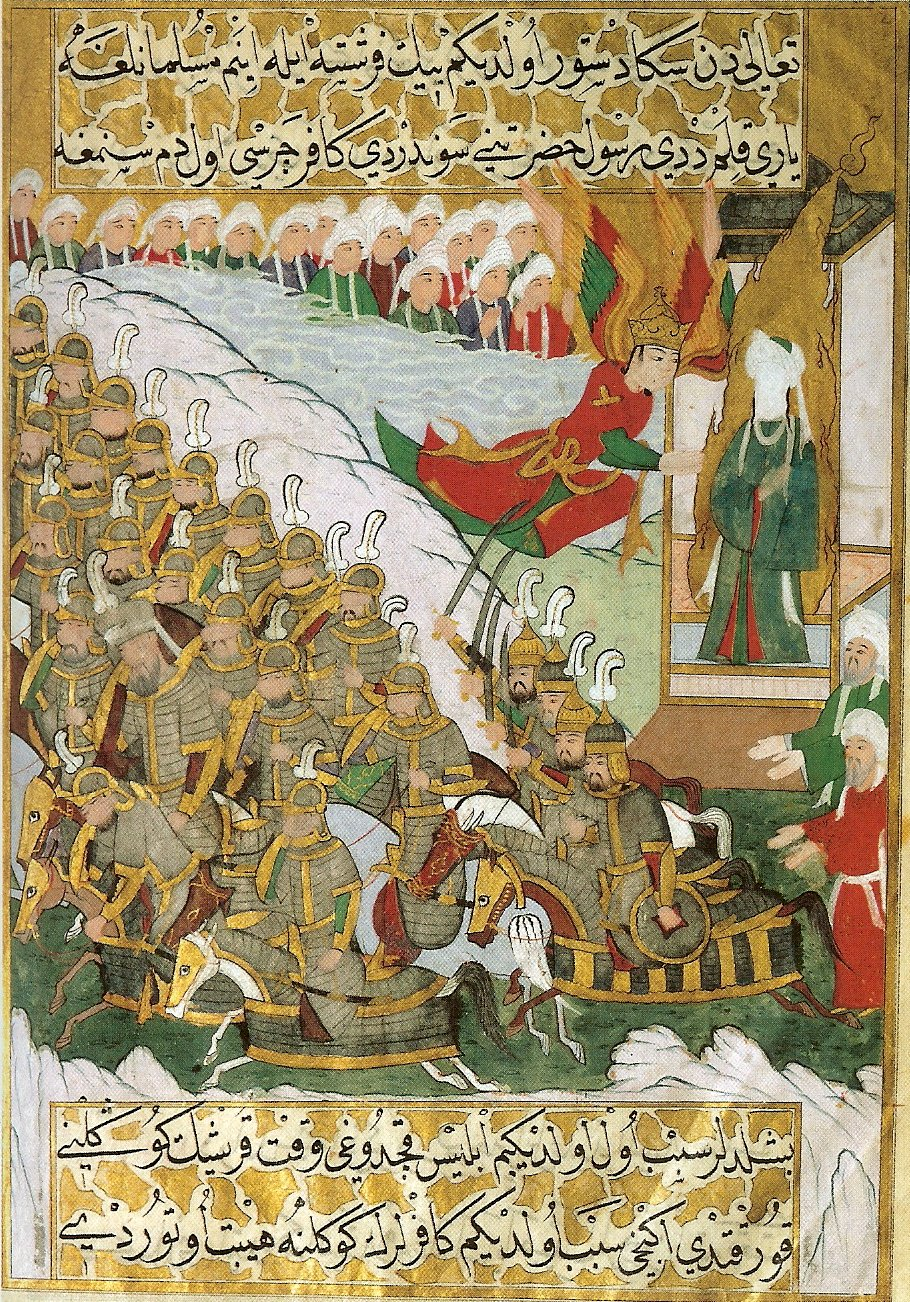
Bataille de Badr (musée Topkapi d'Istanbul).

Les sources islamiques traditionnelles considèrent ces épisodes comme une violation de la Constitution de Médine. Mahomet lui-même considérait cela comme un casus belli. Cependant, les érudits et les historiens occidentaux ne trouvent pas dans ces événements la raison sous-jacente de l'attaque de Mahomet contre le Qaynuqa. Fred Donner soutient que Mahomet s'est retourné contre les Banu Qaynuqa parce qu'en tant qu'artisans et commerçants, ces derniers étaient en contact étroit avec les marchands mecquois. Arent Jan Weinsinck considère que les épisodes, cités par les historiens musulmans, utilisés pour justifier leur expulsion, comme un orfèvre juif humiliant une femme musulmane, n'ont qu'une valeur anecdotique. Il écrit que les Juifs avaient adopté une attitude controversée envers Mahomet, et en tant que groupe possédant un pouvoir indépendant substantiel, ils représentaient un grand danger. Wensinck conclut ainsi que Mahomet, fort de la victoire à la bataille de Badr, résolut bientôt d'éliminer l'opposition juive à son groupe. Norman Stillman pense également que Mahomet a décidé d'agir contre les Juifs de Médine après avoir été renforcé à la suite de la bataille de Badr.
Mahomet s'est alors approché des Banu Qaynuqa, les a rassemblés sur la place du marché et les a avertis de cesser leur hostilité de peur qu'ils ne subissent le même sort que celui qui est arrivé aux Quraysh à Badr. Il leur a également dit d'accepter l'islam en disant qu'il était un prophète envoyé par Dieu selon leurs écritures. La tribu a répondu en se moquant des disciples de Mahomet pour l'avoir accepté comme prophète et s'est également moquée de leur victoire à Badr en disant que les Quraysh n'avaient aucune connaissance de la guerre. Ils l'ont alors averti que s'il se battait un jour avec eux, il saura qu'ils étaient de vrais hommes. Cette réponse a été considérée comme une déclaration de guerre. Mahomet a ensuite assiégé les Banu Qaynuqa, après quoi la tribu s'est rendue sans condition et a ensuite été expulsée de Médine.

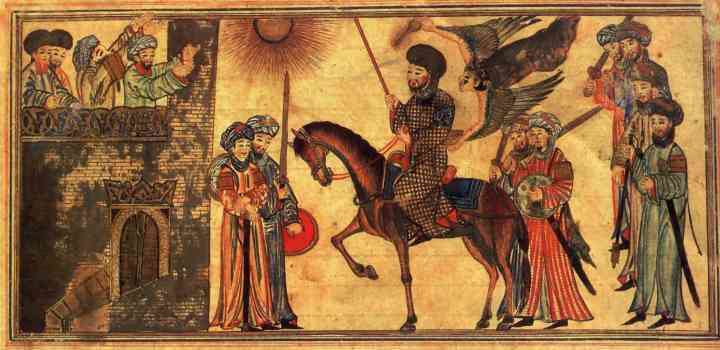
Mahomet recevant la soumission des Banu Nadir. Miniature persane (Jami al-tawarikh, XIV).

En 625 de notre ère, la tribu Banu Nadir a également été expulsée de Médine après, d'après le Coran, avoir tenté d'assassiner Mahomet. En 627, lorsque les Quraysh et leurs alliés ont assiégé la ville lors de la bataille de la tranchée, les Qurayza ont d'abord essayé de rester neutres, mais ont finalement entamé des négociations avec l'armée assiégeante, violant le pacte qu'ils avaient conclu des années plus tôt. Par la suite, la tribu a été accusée de trahison et été assiégée par les musulmans commandés par Mahomet,. Les Banu Qurayza se sont finalement rendus et leurs hommes ont été décapités,,. Le butin de bataille, y compris les femmes et les enfants asservis de la tribu, était réparti entre les guerriers islamiques qui avaient participé au siège et parmi les émigrés de La Mecque qui dépendaient jusqu'alors de l'aide des musulmans originaires de Médine. Bien que les Banu Qurayza n'aient jamais pris les armes contre Mahomet ou les musulmans, ils ont entamé des négociations avec l'armée d'invasion et ont violé la Constitution de Médine. Cependant, Nuam ibn Masud[Qui ?] a réussi à semer la discorde entre les forces d'invasion et les Banu Qurayza, rompant ainsi les négociations,,.

### Le judaïsme dans la théologie islamique
Selon Bernard Lewis, il n'y a rien dans la théologie islamique (à une seule exception près) qui puisse être considéré comme une réfutation du judaïsme ou de féroces diatribes anti-juives. Lewis et Chanes suggèrent que, pour diverses raisons, les musulmans n'étaient pas antisémites pour la plupart. Le Coran, comme le judaïsme, ordonne aux musulmans de professer un monothéisme strict. Il rejette également les histoires de déicide juif comme une absurdité blasphématoire, et d'autres histoires similaires dans les Évangiles ne jouent aucun rôle dans le système éducatif musulman. Le Coran ne se présente pas comme un accomplissement de la Bible hébraïque mais plutôt comme une restauration de son message original - ainsi, aucun conflit d'interprétations entre le judaïsme et l'islam ne peut survenir,.
De plus, Lewis soutient que le Coran manque de traditions occidentales populaires de « culpabilité et de trahison ». Samuel Rosenblatt et Pinson suggèrent que le Coran enseigne la tolérance du judaïsme en tant que foi monothéiste.
Lewis ajoute que les attributs négatifs attribués aux religions soumises (dans ce cas, le judaïsme et le christianisme) sont généralement exprimés en termes religieux et sociaux, mais très rarement en termes ethniques ou raciaux. Cependant, cela se produit parfois. Le langage de la violence est souvent assez fort. Il a été avancé que les épithètes musulmanes conventionnelles pour les juifs, les singes et les chrétiens, les porcs, dérivent de l'usage coranique. Lewis ajoute trois passages du Coran (Le Coran, « La Vache », II, 65, (ar) البقرة, Le Coran, « La Table », V, 60, (ar) المائدة, Le Coran, « El-Araf », VII, 166, (ar) الأعراف) utilisés pour fonder ce point de vue. L'interprétation de ces passages "énigmatiques" de l'exégétique islamique est très complexe, car ils traitent d'infractions comme le non-respect du shabbat. Selon Shelomo Dov Goitein, l'idée que les briseurs juifs de shabbat se transforment en singes pourrait refléter l'influence des midrashim yéménites. Firestone note que la tribu Qurayza elle-même est décrite dans des sources musulmanes comme utilisant le trope d'être transformée en singe si l'on enfreint le shabbat pour justifier de ne pas enfreindre le shabbat en attaquant Mahomet, alors qu'ils étaient assiégés.[pas clair]
Selon Norman Stillman, le Coran fait l'éloge de Moïse et décrit les Israélites comme les récipiendaires de la faveur divine. Le Coran consacre de nombreux versets à la glorification des prophètes hébreux, dit Léon Poliakov. Il cite le verset Le Coran, « Le Bétail », VI, 85, (ar) الأنعام titre d'exemple, « Nous lui avons donné Isaac et Jacob : tous (trois) guidés : et avant lui, Nous avons guidé Noé, et parmi sa progéniture, David, Salomon, Job, Joseph, Moïse et Aaron : ainsi nous récompensons ceux qui font le bien : Et Zakariya et Jean, et Jésus et Elie : tous dans les rangs des justes : Et Ismaïl et Elisée, et Jonas, et Lot : et à tous Nous avons donné faveur au-dessus des nations. »

### Remarques islamiques sur les Juifs
Léon Poliakov, Walter Laqueur et Jane Gerber soutiennent que des passages du Coran reprochent aux Juifs leur refus de reconnaître Mahomet comme prophète de Dieu : « Le Coran s'occupe principalement des pécheurs parmi les Juifs et l'attaque contre eux est façonnée selon les modèles que l'on rencontre dans le Nouveau Testament. ». Le texte sacré de l'islam a défini l'attitude arabe et musulmane envers les Juifs à ce jour, en particulier dans les périodes où le fondamentalisme islamique était en essor.
Walter Laqueur déclare que le Coran et ses interprètes ont beaucoup de choses contradictoires à dire sur les Juifs. On y dit que les juifs sont traîtres et hypocrites et ne pourraient jamais être amis avec un musulman.
Frederick M. Schweitzer et Marvin Perry déclarent que les références aux Juifs dans le Coran sont pour la plupart négatives. Le Coran déclare que la misère et la bassesse ont été imprimées sur les Juifs, et ils ont été visités par la colère d'Allah, c'est parce qu'ils n'ont pas cru aux révélations d'Allah et ont tué les prophètes à tort. Et pour leur prise d'usure, qui leur était interdite, et à cause de la consommation des richesses de leur peuple sous de faux motifs, un châtiment douloureux fut préparé pour eux. Le Coran exige leur « abaissement et pauvreté » sous la forme de la capitation jizya. Dans sa « colère », Dieu a « maudit » les Juifs et les transformera en singes et en porcs et adorateurs d'idoles parce qu'ils sont des « infidèles ».
Selon Martin Kramer, le Coran parle des Juifs de manière négative et rapporte des cas de trahison de juifs contre le prophète islamique Mahomet. Cependant, l'islam n'a pas considéré les Juifs qui pratiquaient la trahison contre Mahomet comme des archétypes ni n'a présenté la trahison comme l'incarnation des Juifs en tous temps et en tous lieux. Le Coran atteste également des relations amicales de Mahomet avec les Juifs.
Alors que le suprémacisme religieux traditionnel jouait un rôle dans la vision islamique des Juifs, la même attitude s'appliquait aux chrétiens et aux autres non-musulmans. La tradition islamique considère les juifs comme une communauté légitime de croyants en Dieu (appelés « peuple du Livre ») ayant droit légalement à la souffrance.
Le Coran (Le Coran, « Les Femmes », IV, 157, (ar) النساء) efface les Juifs de l'accusation de déicide, et déclare « ils [les Juifs] ne l'ont pas tué [Jésus] ». Ils soutiennent également que la bible juive n'a pas été incorporée dans le texte islamique et que les « musulmans vertueux » ne sont pas différents des « juifs criminels au cou raide ».

La référence coranique standard aux Juifs est le verset Le Coran, « La Vache », II, 58–59, (ar) البقرة : 

« Et quand vous avez dit : 'Moïse, nous ne supporterons pas une sorte de nourriture ; prie ton Seigneur pour nous, afin qu'il produise pour nous ce que la terre produit – herbes vertes, concombres, maïs, lentilles, oignons.' Il dit : « Auriez-vous en échange ce qui est plus méchant contre ce qui est meilleur ? Descends en Egypte ; vous y aurez ce que vous avez demandé. Et l'abaissement et la pauvreté leur furent imposés, et ils furent chargés du fardeau de la colère de Dieu ; cela, parce qu'ils n'avaient pas cru aux signes de Dieu et avaient tué injustement les prophètes ; cela, parce qu'ils ont désobéi et qu'ils étaient des transgresseurs. Sûrement ceux qui croient, et ceux des Juifs, et les Chrétiens, et ces Sabéens, qui croient en Dieu et au Jour dernier, et pratiquent la justice – leur salaire les attend avec leur Seigneur, et aucune crainte ne sera sur eux ; ils ne s'affligeront pas non plus. »

Cependant, en raison du processus opportun de narration du Coran, certains érudits soutiennent que toutes les références aux Juifs ou à d'autres groupes dans le Coran ne se réfèrent qu'à certaines populations à un certain moment de l'histoire. Aussi, le Coran fait-il l'éloge de certains Juifs dans Le Coran, « La Table », V, 69, (ar) المائدة : « Ceux qui croient, et les Juifs, et les Sabi'un, et les chrétiens, qui croient en Dieu et au Jour dernier et font le bien, il n'y a aucune crainte pour eux, et ils ne s'affligeront pas. »
Le Coran donne du crédit à la revendication chrétienne des Juifs complotant contre Jésus, «... mais Dieu a aussi comploté, et Dieu est le meilleur des intrigants. » (Le Coran, « La Famille d’Imran », III, 54, (ar) آل عمران). Dans la vision musulmane dominante, la crucifixion de Jésus était une illusion, et ainsi les complots juifs contre lui se sont soldés par un échec. Selon Jane Gerber, dans de nombreux versets (Le Coran, « La Famille d’Imran », III, 63, (ar) آل عمران ; Le Coran, « La Famille d’Imran », III, 71, (ar) آل عمران ; Le Coran, « Les Femmes », IV, 46, (ar) النساء ; Le Coran, « Les Femmes », IV, 160–161, (ar) النساء ; Le Coran, « La Table », V, 41–44, (ar) المائدة, Le Coran, « La Table », V, 63–64, (ar) المائدة, Le Coran, « La Table », V, 82, (ar) المائدة ; Le Coran, « Le Bétail », VI, 92, (ar) الأنعام), le Coran accuse les Juifs d'altérer les Écritures. Selon Gabriel Said Reynolds, « le Coran fait du « meurtre des prophètes » l'une des principales caractéristiques des Juifs », malgré le fait qu'aucun des prophètes juifs n'ait été tué par les Israélites selon le récit biblique (2 Chroniques Chapitre 24 Versets 17-22).

« Si nous nous tournons vers la tradition islamique pour la réponse à cette question, nous pourrions arriver à la conclusion que la rivalité de Mahomet avec les Juifs de Médine l'a conduit à développer une polémique anti-juive de plus en plus hostile. C'est le genre de conclusion suggérée par l'article de l'Encyclopédie de l'Islam sur les Juifs de Norman Stillman. Parlant de la période médinoise de la carrière de Mahomet, Stillman commente : « Pendant cette période fatidique, chargée de tension après la Hidjra, lorsque Mahomet a rencontré la contradiction, le ridicule et le rejet des érudits juifs de Médine, il en est venu à adopter une vision les gens du Livre qui avaient reçu les écritures antérieures ».
- Gabriel Saïd Reynolds »

Mais le Coran fait une distinction entre les « bons et les mauvais » Juifs, ajoutant à l'idée que le peuple juif ou sa religion elle-même ne sont pas la cible du processus de narration. Uri Rubin affirme que les critiques portent principalement sur « les pécheurs parmi les Juifs et l'attaque contre eux est façonnée selon les modèles que l'on rencontre dans le Nouveau Testament ». Le Coran parle aussi favorablement des Juifs. Bien qu'il les critique également pour ne pas être reconnaissants de la bénédiction de Dieu sur eux, les critiques sévères ne s'adressent qu'à un groupe particulier de Juifs, ce qui ressort clairement du contexte des versets coraniques, mais les traductions confondent généralement cela en utilisant le terme général « Les Juifs ». Juger les Juifs sur la base des actes de certains de leurs ancêtres est une idée anti-coranique.
Ali S. Asani suggère que le Coran approuve l'établissement de sociétés religieusement et culturellement plurielles et cette approbation a affecté le traitement des minorités religieuses dans les terres musulmanes tout au long de l'histoire. Il cite l'approbation du pluralisme pour expliquer pourquoi les formes violentes d'antisémitisme générées dans l'Europe médiévale et moderne, culminant avec l'Holocauste, ne se sont jamais produites dans les régions sous domination musulmane.
Certains versets du Coran, notamment Le Coran, « La Vache », II, 256, (ar) البقرة, prêchent la tolérance envers les membres de la foi juive. Selon Martin Kramer, les juifs sont considérés comme membres d'une communauté légitime de croyants en Dieu, « peuple du Livre », et donc légalement autorisés à souffrir.
Pour l'un des cinq piliers de l'islam, les musulmans effectuent des prières quotidiennes de la Salat, ce qui implique la récitation du premier chapitre du Coran, l'Al-Fatiha. La plupart des commentateurs suggèrent que la description, « ceux qui gagnent Ta colère » dans la sourate 1:7 Le Coran, « Chapitre premier », I, 7, (ar) الفاتحة fait référence aux Juifs. Israel Shrenzel, ancien analyste en chef de la section arabe de la division de recherche du Shin Bet et actuellement enseignant au département d'études arabes et islamiques de l'Université de Tel-Aviv écrit : « Étant donné qu'il existe une contradiction entre le contenu et le message des deux groupes de vers – ceux hostiles aux Juifs et ceux tolérants envers eux – la question est de savoir quel groupe doit être adopté de nos jours par les savants et les masses musulmans. Le point de vue le plus dominant adhère au premier groupe ».
En 567, Khaybar a été envahi et vidé de ses habitants juifs par le roi chrétien arabe ghassanide Al-Harith ibn Jabalah. Il a ensuite libéré les captifs à son retour au Levant. Un bref compte rendu de la campagne est donné par Ibn Qutaybah, et confirmé par l'inscription Harran,.

#### Khaybar
Au VIIe siècle, Khaybar était habitée par des Juifs, pionniers de la culture de l'oasis et gagnaient leur vie en cultivant des palmiers dattiers, et aussi grâce au commerce et à l'artisanat, accumulant des richesses considérables. Certains objets trouvés par les musulmans lorsqu'ils sont entrés à Khaybar - un engin de siège, 20 balles de tissu yéménite et 500 manteaux - témoignent d'un commerce intense effectué par les Juifs. Dans le passé, certains chercheurs ont tenté d'expliquer l'engin de siège en suggérant qu'il était utilisé pour régler les querelles entre les familles de la communauté. Aujourd'hui, la plupart des universitaires pensent qu'il était stocké dans un dépôt pour une vente future, de la même manière que des épées, des lances, des boucliers et d'autres armes avaient été vendus par les Juifs aux Arabes. De même, le tissu et les manteaux pouvaient être destinés à la vente, car il était peu probable qu'une telle quantité de produits de luxe soit réservée à l'usage exclusif des Juifs.[réf. nécessaire]
L'oasis était divisée en trois régions : al-Natat, al-Shikk et al-Katiba, probablement séparées par des divisions naturelles, telles que le désert, les coulées de lave et les marécages. Chacune de ces régions contenait plusieurs forteresses ou redoutes contenant des maisons, des entrepôts et des écuries. Chaque forteresse était occupée par une famille distincte et entourée de champs cultivés et de palmeraies. Afin d'améliorer leurs capacités défensives, les colons ont élevé les forteresses sur des collines ou des rochers de basalte.
Les Juifs ont continué à vivre dans l'oasis pendant encore plusieurs années jusqu'à ce qu'ils soient finalement expulsés par le calife Umar. L'imposition d'un tribut aux Juifs conquis de la forteresse de Khaybar a servi de précédent. La loi islamique en est venue à exiger l'imposition d'un tribut connu sous le nom de jizya, aux dhimmis, c'est-à-dire des non-musulmans sous domination musulmane.
Pendant de nombreux siècles, l'oasis de Khaybar fut une importante halte caravanière. Le centre s'est développé autour d'une série d'anciens barrages construits pour retenir les eaux de ruissellement de la pluie. Autour des bassins hydrographiques, des palmiers dattiers poussaient. Khaybar est devenu un important centre de production de dattes.

#### Lexique et allégations
Les mots « humilité » et « humiliation » apparaissent fréquemment dans le Coran et plus tard dans la littérature musulmane en relation avec les Juifs. Selon Lewis, « Ceci, du point de vue islamique, est leur juste punition pour leur rébellion passée, et se manifeste dans leur impuissance actuelle entre les puissants pouvoirs de la chrétienté et de l'Islam. » La référence coranique standard aux Juifs est le verset Le Coran, « La Vache », II, 61, (ar) البقرة : « Et rappelez-vous que vous avez dit : " Ô Moïse ! nous ne pouvons pas supporter un seul type de nourriture (toujours) ; implore donc ton Seigneur pour que nous produisions pour nous de ce que la terre fait pousser, - ses herbes potagères, et concombres, ail, lentilles et oignons ». Il dit : "Échangerez-vous le meilleur contre le pire ? Descendez dans n'importe quelle ville, et vous trouverez ce que vous voulez !". Ils étaient couverts d'humiliation et de misère ; ils s'attiraient la colère d'Allah. Ceci parce qu'ils ont continué à rejeter les Signes d'Allah et à tuer Ses Messagers sans juste cause. Ceci parce qu'ils se sont rebellés et ont continué à transgresser. »
Deux versets plus loin, nous lisons : « Et souvenez-vous, enfants d'Israël, lorsque Nous avons fait alliance avec vous et élevé le mont Sinaï devant vous en disant : « Mais alors vous vous êtes détournés, et sans la grâce et la miséricorde d'Allah, vous auriez sûrement été parmi les perdus. Et vous connaissez ceux parmi ceux qui ont péché le jour du shabbat. Nous leur avons dit : « Vous serez transformés en singes méprisés. Nous les avons donc utilisés comme un avertissement à leur peuple et aux générations suivantes, ainsi qu'une leçon pour ceux qui craignent Dieu. » Le Coran, « La Vache », II, 63, (ar) البقرة.
Le Coran associe les Juifs au rejet des prophètes de Dieu, dont Jésus et Mahomet, expliquant ainsi leur résistance à lui personnellement. (sourate 2:87-91; 5:59, 61, 70 et 82). Il affirme également que les Juifs et les chrétiens prétendent être des enfants de Dieu (sourate 5:18), et qu'eux seuls obtiendront le salut (sourate 2:111). Selon le Coran, les Juifs prétendent blasphématoirement qu'Esdras est le fils de Dieu, comme les chrétiens prétendent que Jésus l'est (sourate 9:30) et que la main de Dieu est entravée (sourate 5:64) - c'est-à-dire qu'ils peuvent librement défier Dieu. Certains de ceux qui sont juifs, « dénaturent les mots de leur sens » (sourate 4:44), et parce qu'ils ont commis des actes répréhensibles, Dieu a « interdit certaines bonnes choses qui leur étaient auparavant permises », expliquant ainsi les commandements juifs concernant la nourriture, les restrictions du shabbat sur le travail et d'autres décisions comme punition de Dieu (sourate 4:160). Ils écoutent à cause du mensonge[pas clair] (sourate 5:41), déforment la vérité, et pratiquent l'usure interdite, et par conséquent, ils recevront « un châtiment douloureux » (sourate 4:161). Le Coran donne du crédit à la revendication chrétienne des Juifs complotant contre Jésus, "... mais Dieu a aussi comploté, et Dieu est le meilleur des intrigants" (sourate 3:54). Du point de vue musulman, la crucifixion de Jésus était une illusion et ainsi les supposés complots juifs contre lui se sont soldés par un échec complet. Dans de nombreux versets (sourate 3:63, 71; 4:46, 160-161; 5:41-44, 63-64, 82; 6:92), le Coran accuse les Juifs d'obscurcir et de pervertir délibérément les écritures.

### Influence de l'antisémitisme occidental
Martin Kramer soutient que « la tradition islamique n'a pas considéré les Juifs qui pratiquaient la trahison contre Mahomet comme des archétypes – comme l'incarnation des Juifs de tous les temps et de tous les lieux ». Ainsi, pour que les musulmans embrassent la croyance que les juifs sont les « ennemis de Dieu » éternels, il doit y avoir plus à l'œuvre que la tradition islamique.
La tradition islamique fournit cependant les sources de l'antisémitisme islamique et « il ne fait aucun doute que la tradition islamique fournit des sources dont l'antisémitisme islamique se nourrit maintenant ». L'utilisation moderne du Coran pour soutenir l'antisémitisme est cependant sélective et déformante. Le fait que de nombreux penseurs islamiques aient passé du temps en Occident a entraîné l'incorporation de l'antisémitisme, dit-il. Plus précisément, Kramer pense que les concepts jumeaux du « juif éternel » en tant qu'ennemi de Dieu et de « l'archiconspirateur » sont des thèmes empruntés « au canon de l'antisémitisme religieux et racial occidental ». Selon lui, l'antisémitisme islamique est « comme les autres antisémitismes » en ce qu'il « a ses origines dans les idéologies anti-rationnelles de l'Europe moderne, qui ont maintenant infecté le monde islamique ».

## Mahomet et les Juifs

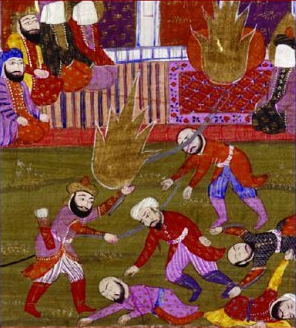
Détail d'une miniature du XIXe siècle représentant Mahomet et `Ali pendant le massacre des Banu Qurayza (illustration d'un texte de Muhammad Rafi Bazil).

Pendant la vie de Mahomet, les Juifs vivaient dans la péninsule arabique, en particulier dans et autour de Médine. Mahomet est connu pour avoir eu une épouse juive, Safiyya bint Huyayy, qui s'est par la suite convertie à l'islam. Safiyya, qui était auparavant l'épouse de Kenana ibn al-Rabi, été choisie par Mahomet comme épouse après la bataille de Khaybar.
Selon des sources islamiques, les Juifs médinois ont commencé à développer des alliances amicales avec les ennemis de Mahomet à La Mecque afin qu'ils puissent le renverser, malgré le fait qu'ils aient promis de ne pas le renverser dans le traité de la Constitution de Médine,, de prendre parti pour lui et ses partisans contre leurs ennemis,,,. Deux tribus juives ont été expulsées et la troisième a été anéantie,. Les Banu Qaynuqa ont été expulsés pour leur hostilité envers les musulmans et pour s'être moqués d'eux,,,,. Les Banu Nadir ont été expulsés après avoir tenté d'assassiner Mahomet. Les derniers, les Banu Qurayza, ont été anéantis après la bataille de la Tranchée où ils ont tenté de s'allier avec les envahisseurs Quraysh,,.
Samuel Rosenblatt estime que ces incidents ne faisaient pas partie de politiques dirigées exclusivement contre les Juifs, et Mahomet était plus sévère avec ses parents arabes païens,. De plus, le conflit de Mahomet avec les Juifs était considéré comme d'une importance plutôt mineure. Selon Lewis, depuis que le choc du judaïsme et de l'islam a été résolu et s'est terminé du vivant de Mahomet avec la victoire musulmane, aucun différend théologique musulman non résolu n'a alimenté l'antisémitisme. Il existe également une différence entre le déni juif des messages chrétiens et musulmans, puisque Mahomet n'a jamais prétendu être un messie ou un « Fils de Dieu », bien qu'il soit appelé « l'Apôtre de Dieu ».
La cause de la mort de Mahomet est discutable, bien que les hadiths aient tendance à suggérer qu'il a peut-être finalement succombé au poison après avoir été empoisonné à Khaybar par l'une des veuves juives survivantes,.
Selon Rosenblatt, les différends de Mahomet avec ses tribus juives voisines n'ont laissé aucune trace marquée sur ses successeurs immédiats (connus sous le nom de califes). Les premiers califes basaient généralement leur traitement sur les versets coraniques encourageant la tolérance. Les commentateurs classiques considéraient la lutte de Mahomet avec les Juifs comme un épisode mineur de sa carrière, ce qui a changé avec les temps modernes.

### Hadith
Les hadiths (enregistrements d'actes et de paroles attribués à Mahomet) utilisent à la fois les termes Banu Israil et Yahud en relation avec les Juifs, ce dernier terme devenant de plus en plus fréquent et apparaissant principalement dans un contexte négatif. Par exemple, les Juifs ont été « maudits et transformés en rats » dans Sahih al-Bukhari, voir aussi Sahih Muslim, Sahih Muslim Selon Norman Stillman : « Les Juifs de Médine sont désignés comme « des hommes dont la méchanceté et l'inimitié visaient l'apôtre de Dieu ». Les Yahūd dans cette littérature apparaissent non seulement comme malveillants, mais aussi trompeurs, lâches et totalement dépourvus de détermination. Cependant, ils n'ont aucune des qualités démoniaques qui leur sont attribuées dans la littérature chrétienne médiévale, ni rien de comparable à la préoccupation écrasante pour les Juifs et le judaïsme (sauf peut-être dans les récits sur les rencontres de Mahomet avec les Juifs de Médine) dans la littérature traditionnelle musulmane. À quelques exceptions notables près... les Juifs de la Sira et du Maghazi sont même des héros méchants. Leur ignominie contraste fortement avec l'héroïsme musulman, et en général, est conforme à l'image coranique de « misère et bassesse gravée sur eux ». » Sahih Muslim et Sahih Bukhari rapportent diverses recensions d'un hadith où Mahomet avait prophétisé que le Jour du Jugement ne viendrait pas tant que les musulmans et les juifs ne se battraient pas. Les musulmans tueront les juifs avec un tel succès que ceux-ci se cacheront alors derrière des pierres ou à la fois des arbres et des pierres, selon diverses recensions, qui crieront alors à un musulman qu'un juif se cache derrière eux et leur demandera de le tuer. Le seul à ne pas le faire sera l'arbre de Gharqad car c'est l'arbre des Juifs. Différentes interprétations sur l'arbre Gharqad mentionné dans le Hadith existent. L'une des interprétations est que l'arbre de Gharqad est un arbre réel. Une rumeur relayée par de nombreux officiels musulmans relate que les Israéliens auraient planté cet arbre autour de divers endroits, par exemple, leurs colonies en Cisjordanie et à Gaza, autour du Musée d'Israël et de la Knesset. D'autres affirmations concernant l'arbre sont qu'il pousse à l'extérieur de la porte d'Hérode ou qu'il s'agit en fait d'un buisson qui pousse à l'extérieur de la porte de Jaffa par où certains musulmans croient que Jésus reviendra sur Terre et tuera le Dajjal, à la suite de la bataille finale entre les musulmans et les incroyants qui selon certains aura lieu directement sous cette porte sous le bassin du sultan. Une autre interprétation stipule que la mention de l'arbre de Gharqad est symbolique et fait référence à toutes les forces du monde censées conspirer avec les Juifs contre les Musulmans,,.
Le hadith suivant faisant partie de ces hadiths Sahih Muslim a été cité à plusieurs reprises, et il est devenu une partie de la charte du Hamas.

« Le Jour du Jugement n'aura pas lieu tant que les Musulmans ne combattront pas les Juifs, lorsque les Juifs se cacheront derrière des pierres et des arbres. Les pierres et les arbres diront O musulmans, ô Abdallah, il y a un juif derrière moi, viens le tuer. Seul l'arbre Gharkad, (l'arbre Boxthorn) ne ferait pas cela parce que c'est l'un des arbres des Juifs. (lié par al-Bukhari et Muslim).Sahih Muslim, 41:6985, voir aussi Sahih Muslim, 41:6981, Sahih Muslim, 41:6982, Sahih Muslim, 41:6983, Sahih Muslim, 41:6984, Sahih al- Bukhari, 4:56:791, (Sahih al-Bukhari, 4:52:177) »

Selon Schweitzer et Perry, les hadiths sont « encore plus cinglants (que le Coran) lorsqu'ils attaquent les Juifs » : « Ils sont avilis, maudits, anathématisés à jamais par Dieu et ne peuvent donc jamais se repentir et être pardonnés ; ce sont des tricheurs et des traîtres ; provocateur et têtu ; ils ont tué les prophètes ; ce sont des menteurs qui falsifient les écritures et acceptent des pots-de-vin ; en tant qu'infidèles, ils sont rituellement impurs, une odeur nauséabonde se dégage d'eux – telle est l'image du juif dans l'islam classique, dégradé et malveillant. »

## Islam pré-moderne
Jerome Chanes, Pinson, Rosenblatt, Mark R. Cohen, Norman Stillman, Uri Avnery, M. Klien et Bernard Lewis soutiennent que l'antisémitisme dans l'islam pré-moderne est rare et n'est apparu qu'à l'époque moderne. Lewis soutient qu'il y a peu de signes d'hostilité émotionnelle profondément enracinée contre les Juifs, ou tout autre groupe, pouvant être qualifiée d'antisémitisme. Il y avait, cependant, des attitudes clairement négatives, qui étaient en partie les sentiments "normaux" d'un groupe dominant envers les groupes de sujets. Plus précisément, le mépris consistait en un mépris musulman pour les mécréants.

### Littérature
Selon Lewis, la caractéristique remarquable de la vision islamique classique des Juifs est leur insignifiance. Les écrits islamiques religieux, philosophiques et littéraires avaient tendance à ignorer les Juifs et à se concentrer davantage sur le christianisme. Bien que les Juifs aient reçu peu d'éloges ou même de respect et aient parfois été blâmés pour divers méfaits, il n'y avait aucune crainte de conspiration et de domination juive, ni d'accusations de mal diabolique, ni d'accusations d'empoisonnement des puits ou de propagation de la peste, ni même d'accusations à se livrer à des meurtres rituels jusqu'à ce que les Ottomans apprennent le concept de leurs sujets grecs au XVe siècle.
Poliakov écrit que divers exemples de la littérature musulmane médiévale décrivent le judaïsme comme un sommet exemplaire de la foi, et Israël étant destiné par cette vertu. Il cite des histoires du Livre des Mille et Une Nuits qui décrivent les Juifs comme pieux, vertueux et dévoués à Dieu, et semblent emprunter des intrigues aux midrashim. Cependant, Poliakov écrit que le traitement des Juifs dans la littérature musulmane varie et que les contes sont destinés à un pur divertissement, sans but didactique.
Après qu'Ibn Nagraela, un Juif, ait attaqué le Coran en y alléguant diverses contradictions, Ibn Hazm, un Maure, l'a critiqué avec fureur. Ibn Hazm a écrit qu'Ibn Nagraela était « rempli de haine » et « vaniteux dans son âme vile ».
Selon Schweitzer et Perry, certains écrits des Xe et XIe siècles « ont fait des Juifs des oppresseurs indignes de confiance, des traîtres et des exploiteurs de musulmans ». Cette propagande a même parfois abouti à des explosions de violence contre les Juifs. Un poème mauresque du XIe siècle décrit les Juifs comme « un peuple criminel » et les accuse d'avoir causé la décadence sociale, trahi les musulmans et empoisonné la nourriture et l'eau.
Martin Kramer écrit que dans la tradition islamique, en contraste frappant avec le concept chrétien du Juif éternel, les Juifs contemporains n'étaient pas présentés comme des archétypes – comme l'incarnation des Juifs de tous les temps et de tous les lieux.

### Vie sous domination musulmane
Les juifs, les chrétiens, les sabiens et les zoroastriens vivant sous la domination musulmane ancienne et médiévale étaient connus sous le nom de « gens du livre » pour les musulmans et soumis au statut de dhimmi, un statut qui a ensuite été étendu à d'autres non-musulmans comme les sikhs, hindous, jaïns et bouddhistes,,. En tant que dhimmi, ils devaient être tolérés et avoir droit à la protection et aux ressources de la Ummah, ou communauté musulmane. En retour, ils devaient payer une taxe connue sous le nom de jizya conformément au Coran. Lewis et Poliakov soutiennent que les communautés juives jouissent d'une tolérance et de droits limités tant qu'elles acceptent la supériorité musulmane. Ces droits ont été légalement établis et appliqués,. Les restrictions sur le dhimmi comprenaient : le paiement d'impôts plus élevés ; à certains endroits, être obligé de porter des vêtements ou d'autres insignes les distinguant des musulmans ; parfois interdiction d'exercer une fonction publique, de porter des armes ou de monter à cheval ; disqualification comme témoin dans un litige impliquant des musulmans ; à certains endroits et à certains moments, les dhimmis ont été empêchés de réparer des lieux de culte existants ou d'ériger de nouveaux lieux de culte. Le prosélytisme au nom de n'importe quelle foi autre que l'islam était interdit.
Les dhimmi étaient soumis à un certain nombre de restrictions, dont l'application et la sévérité variaient selon le temps et le lieu. Les restrictions comprenaient la résidence dans des quartiers séparés, l'obligation de porter des vêtements distinctifs tels que le badge jaune, l'asservissement public aux musulmans, l'interdiction de faire du prosélytisme et d'épouser des femmes musulmanes, et un accès limité au système juridique (le témoignage de un juif ne comptait pas s'il était contredit par celui d'un musulman). Dhimmi devait payer une taxe spéciale de vote (la jizya), qui les exemptait du service militaire, ainsi que du paiement de la taxe d'aumône zakat exigée des musulmans. En retour, les dhimmi ont obtenu des droits limités, y compris un certain degré de tolérance, l'autonomie de la communauté dans les affaires personnelles et la vie sauve, tout simplement. Les communautés juives, comes chrétiennes, étaient généralement constituées comme des entités semi-autonomes gérées par leurs propres lois et dirigeants, qui portaient la responsabilité de la communauté envers les dirigeants musulmans.
Selon les normes médiévales, les conditions des Juifs sous l'islam étaient généralement plus formalisées et meilleures que celles des Juifs dans les terres chrétiennes, en partie en raison du partage du statut de minorité avec les chrétiens de ces territoires. Il existe des preuves de cette affirmation en ce que le statut des Juifs dans les terres sans minorité chrétienne était généralement pire que leur statut dans les terres avec une. Par exemple, il y a eu de nombreux massacres et nettoyage ethnique de Juifs en Afrique du Nord, en particulier au Maroc, en Libye et en Algérie où finalement les Juifs ont été contraints de vivre dans des ghettos. Des décrets ordonnant la destruction de synagogues ont été promulgués au Moyen Âge en Égypte, en Syrie, en Irak et au Yémen. À certains moments au Yémen, au Maroc et à Bagdad, les Juifs ont été contraints de se convertir à l'islam sous peine de mort.
Les ajouts ultérieurs au code comprenaient des interdictions d'adopter des noms arabes, d'étudier le Coran, de vendre des boissons alcoolisées. Abdoul Aziz Said écrit que le concept islamique de dhimmi, lorsqu'il est appliqué, a permis à d'autres cultures de s'épanouir et a empêché la montée générale de l'antisémitisme. La situation dans laquelle les Juifs jouissaient à la fois de la prospérité culturelle et économique, mais étaient largement persécutés à d'autres moments, a été résumée par G. E. Von Grunebaum : « Il ne serait pas difficile de rassembler les noms d'un nombre très important de sujets juifs ou de citoyens de la zone islamique qui ont atteint un rang élevé, le pouvoir, une grande influence financière, un niveau intellectuel important et reconnu ; et la même chose pourrait être faite pour les chrétiens. Mais là encore, il ne serait pas difficile de dresser une longue liste de persécutions, de confiscations arbitraires, de tentatives de conversions forcées ou de pogroms. » Schweitzer et Perry donnent comme exemples d'antisémitisme musulman précoce : « la persécution et les flambées de violence » au IXe siècle ; propagande antisémite des Xe et XIe siècles qui « faisait des Juifs des oppresseurs indignes de confiance, des traîtres et des exploiteurs de musulmans ». Cette propagande « a inspiré des flambées de violence et fait de nombreuses victimes en Égypte ». Un poème mauresque du XIe siècle décrit les juifs comme « un peuple criminel » et allègue que « la société est sur le point de s'effondrer à cause de la richesse et de la domination juives, de leur exploitation et de leur trahison des musulmans ; que les juifs vénèrent le diable, les médecins empoisonnent leurs patients et les juifs empoisonnent la nourriture et l'eau comme l'exige le judaïsme, et ainsi de suite. »
Les Juifs sous la domination musulmane étaient rarement confrontés au martyr, à l'exil ou à la conversion forcée à l'islam, et ils étaient assez libres de choisir leur résidence et leur profession. Leur liberté et leur situation économique variaient d'une époque à l'autre et d'un endroit à l'autre,. Les conversions forcées ont eu lieu principalement au Maghreb, notamment sous les Almohades, une dynastie militante aux revendications messianiques, ainsi qu'en Perse, où les musulmans chiites étaient généralement moins tolérants que leurs homologues sunnites. Des exemples notables de cas où le choix de résidence leur a été retiré, incluent le confinement des Juifs dans des quartiers fortifiés (mellah) au Maroc à partir du XVe siècle et surtout depuis le début du XIXe siècle.

### Égypte et Irak
Les califes de la dynastie fatimide en Égypte étaient connus pour être des judéophiles, selon Léon Poliakov. Ils payaient régulièrement pour soutenir les institutions juives (comme l'académie rabbinique de Jérusalem). Un nombre important de leurs ministres et conseillers étaient juifs. Les Abbassides étaient également respectueux et tolérants envers les Juifs sous leur règne. Benjamin de Tudela, un célèbre explorateur juif du XIIe siècle, a décrit le calife al-Abbasi comme un « grand roi et bon envers Israël ». Benjamin poursuit également en décrivant à propos d'al-Abassi que « de nombreux membres du peuple d'Israël sont ses serviteurs, il connaît toutes les langues et connaît bien la loi d'Israël. Il lit et écrit la langue sainte [l'hébreu]. » Il mentionne en outre que les musulmans et les juifs sont impliqués dans des dévotions communes, comme visiter la tombe d'Ézéchiel, que les deux religions considèrent comme un prophète,.

### Péninsule ibérique
Avec la conquête musulmane de la péninsule ibérique, le judaïsme espagnol s'épanouit pendant plusieurs siècles. Ainsi commença ce que certains appellent « l'âge d'or » des Juifs. Pendant cette période, les musulmans d'Espagne ont toléré les autres religions et ont créé une société hétérodoxe.
Cependant, les relations entre les musulmans et les juifs en Espagne n'étaient pas toujours pacifiques. Le XIe siècle vit des pogroms de musulmans contre les Juifs en Espagne ; ceux-ci se sont produits à Cordoue en 1011 et à Grenade en 1066. Lors du massacre de Grenade en 1066, une foule musulmane a crucifié le vizir juif Joseph ibn Naghrela et massacré environ 4 000 Juifs. Le grief des musulmans en cause était que certains Juifs étaient devenus riches et que d'autres avaient accédé à des postes de pouvoir.
La dynastie almohade, qui s'est emparée du pouvoir sur l'Ibérie musulmane au XIIe siècle, a offert aux chrétiens et aux juifs le choix de la conversion ou de l'expulsion ; en 1165, l'un de leurs dirigeants ordonna que tous les Juifs du pays se convertissent sous peine de mort (obligeant le rabbin, théologien, philosophe et médecin juif Maïmonide à feindre la conversion à l'islam avant de fuir le pays). En Égypte, Maïmonide a recommencé à pratiquer ouvertement le judaïsme pour être accusé d'apostasie. Il a été sauvé de la mort par l' administrateur en chef de Saladin, qui a estimé que la conversion sous la contrainte est invalide.
Au cours de ses pérégrinations, Maïmonide a également écrit L'Épître du Yémen, une célèbre lettre aux Juifs du Yémen, qui subissaient alors de graves persécutions de la part de leurs dirigeants musulmans. Dans ce document, Maïmonide décrit son évaluation du traitement des Juifs aux mains des Musulmans : « ... à cause de nos péchés, Dieu nous a jetés au milieu de ce peuple, la nation d'Ismaël [c'est-à-dire les musulmans], qui nous persécutent sévèrement et qui imaginent des moyens de nous nuire et de nous avilir.[…] Aucune nation n'a jamais fait plus de mal à Israël. Aucune ne l'a égalé en nous avilissant et en nous humiliant. Aucun n'a été capable de nous réduire comme ils l'ont fait.[…] Nous avons supporté leurs humiliations imposées, leurs mensonges, leurs absurdités, qui sont au-delà de la puissance humaine à supporter.[…] Nous avons fait ce que nos sages de mémoire bénie nous ont instruit, portant les mensonges et les absurdités d'Ismaël.[…] Malgré tout cela, nous ne sommes à aucun moment épargnés par la férocité de leur méchanceté et de leurs débordements. Au contraire, plus nous souffrons et choisissons de les concilier, plus ils choisissent d'agir de manière belliqueuse envers nous. » Mark Cohen cite Haim Hillel Ben-Sasson, spécialiste de l'histoire juive européenne médiévale, qui mentionne que la condamnation de l'islam par Maïmonide devait être comprise « dans le contexte des dures persécutions du XIIe siècle et qu'en outre, on peut dire qu'il n'était pas suffisamment conscient du statut des Juifs dans les terres chrétiennes, ou n'y a pas prêté attention, lorsqu'il a écrit la lettre ». Cohen poursuit en citant Ben-Sasson, qui soutient que les Juifs avaient généralement une meilleure situation juridique et sécuritaire dans les pays musulmans que les Juifs avaient dans la chrétienté.

### Empire ottoman
Quand certains états musulmans ont décliné, l'Empire ottoman est devenu le « plus grand État musulman de l'histoire ». Tant que l'empire a prospéré, les Juifs ont fait de même, selon Schweitzer et Perry. Contrairement à leur traitement des chrétiens, les Ottomans étaient plus tolérants envers les juifs et favorisaient leur développement économique. Les Juifs ont prospéré en tant que grands marchands, financiers, fonctionnaires, commerçants et artisans. Les Ottomans ont également autorisé une certaine immigration juive vers ce qu'on appelait alors la Syrie, ce qui a permis aux sionistes d'établir des colonies permanentes dans les années 1880.

### Contraste avec l'Europe chrétienne
Lewis déclare que contrairement à l'antisémitisme chrétien, l'attitude des musulmans envers les non-musulmans n'est pas celle de la haine, de la peur ou de l'envie, mais plutôt du mépris. Ce mépris s'exprime de diverses manières, comme une abondante littérature polémique qui attaque les chrétiens et parfois, elle attaque aussi les juifs. « Les attributs négatifs attribués aux religions en question et à leurs adeptes sont généralement exprimés en termes religieux et sociaux, ils sont très rarement exprimés en termes ethniques ou raciaux, bien que cela se produise parfois. » Le langage de la violence est souvent assez fort. Les épithètes conventionnelles sont des singes pour les juifs et des cochons pour les chrétiens. Lewis poursuit avec plusieurs exemples de réglementations qui symbolisent l'infériorité avec laquelle les non-musulmans qui vivaient sous la domination musulmane ont dû vivre, comme des formules de salutations différentes lorsqu'ils s'adressent aux juifs et aux chrétiens que lorsqu'ils s'adressent aux musulmans (à la fois dans des conversations ou des correspondances), et interdisant Juifs et chrétiens de choisir des noms que les musulmans ont choisi pour leurs enfants pendant la domination ottomane.
Schweitzer et Perry soutiennent qu'il existe deux points de vue généraux sur le statut des Juifs sous l'Islam, l'« âge d'or » traditionnel et les interprétations révisionnistes de « persécution et pogrom ». Le premier a été promulgué pour la première fois par les historiens juifs au XIXe siècle comme une réprimande du traitement chrétien des juifs, et il a été repris par les arabes musulmans après 1948 comme « une arme arabo-islamiste dans ce qui est principalement une lutte idéologique et politique contre Israël ». Les révisionnistes soutiennent que cette vision idéalisée ignore « un catalogue de haines et de massacres moins connus ». Mark Cohen est d'accord avec ce point de vue, arguant que le « mythe d'une utopie interconfessionnelle » est resté incontesté jusqu'à ce qu'il soit adopté par les Arabes comme une « arme de propagande contre le sionisme », et que cette « exploitation polémique arabe » a rencontré le « contre-mythe » de la « conception néo-lacrymeuse de l'histoire judéo-arabe », qui aussi « ne peut être maintenue à la lumière de la réalité historique »,.

## Antisémitisme au Moyen-Orient islamique
L'antisémitisme s'est amplifié dans le monde musulman au cours des temps modernes. Alors que Bernard Lewis et Uri Avnery datent la montée de l'antisémitisme à l'établissement de l'état d'Israël, M. Klein suggère que l'antisémitisme aurait pu être présent au milieu du XIXe siècle.
Les chercheurs soulignent les influences européennes, y compris celles des nazis (voir ci-dessous), et l'établissement d'Israël comme les causes profondes de l'antisémitisme,. Norman Stillman explique que l'augmentation des activités commerciales, missionnaires et impérialistes européennes au cours des XIXe et XXe siècles a apporté des idées antisémites au monde musulman. Initialement, ces préjugés n'ont trouvé un écho que parmi les chrétiens arabes parce qu'ils étaient trop étrangers pour être largement acceptés parmi les musulmans. Cependant, avec la montée du conflit arabo-israélien, l'antisémitisme européen a commencé à être accepté dans la littérature moderne.

### XVIesiècle
Quand l'Empire ottoman s'empare de la Palestine, les soldats turcs dirigées par Mourad Bey perpétuent un massacre des Juifs d'Hébron en 1517 durant lequel une grande partie de la communauté juive de la ville est assassinée, violée, pillée,,.

### XVIIesiècle
L'un des actes d'antisémitisme islamique les plus importants a eu lieu au Yémen entre 1679 et 1680, lors d'un événement connu sous le nom d'Exil de Mawza. Au cours de cet événement, les Juifs yéménites vivant dans presque toutes les villes et villages du Yémen ont été bannis par décret de l'imam du Yémen, Al-Mahdi Ahmad.

### XIXesiècle
Selon Mark Cohen, l'antisémitisme arabe dans le monde moderne est apparu relativement récemment, au XIXe siècle, sur fond de conflit entre nationalismes juif et arabe, et il a été principalement importé dans le monde arabe par des Arabes chrétiens à l'esprit nationaliste (et ce n'est que par la suite qu'il a été « islamisé »).

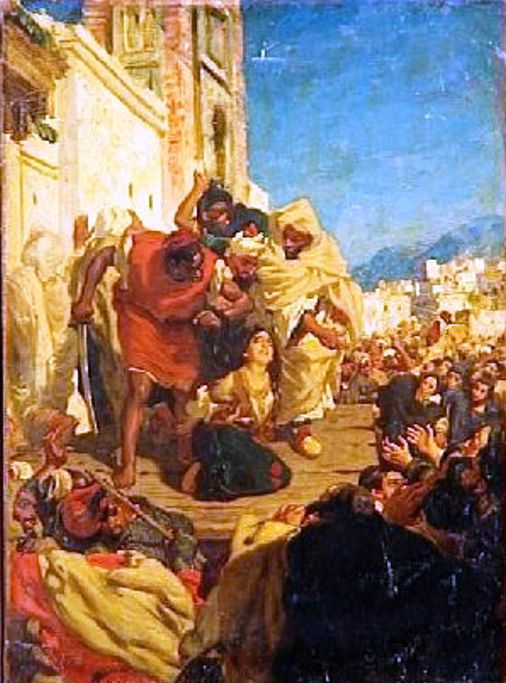
Exécution d'une juive marocaine (Sol Hachuel), tableau d'Alfred Dehodencq

L'Affaire de Damas en Syrie eut lieu en 1840, lorsqu'un moine français et son serviteur disparurent à Damas. Immédiatement après, une accusation de « meurtre rituel » de la part des chrétiens a été portée contre un grand nombre de Juifs de la ville. Huit seront torturés pour extorquer des aveux, deux en mourront, et la foule met à sac la synagogue de Damas. Tous ont été reconnus coupables. Les consuls de Grande-Bretagne, de France et d'Autriche ont protesté contre la persécution des Juifs auprès des autorités ottomanes, et les chrétiens, les musulmans et les juifs ont tous joué un grand rôle dans cette affaire.
Un massacre de Juifs a également eu lieu à Bagdad en Irak en 1828.
En 1839, dans la ville persane orientale de Meched, une foule a fait irruption dans le quartier juif, a brûlé la synagogue et détruit les rouleaux de la Torah. C'est ce qu'on appelle l'incident d'Allahdad. Ce n'est que par la conversion forcée à l'islam qu'un massacre a été évité.
Benny Morris écrit que l'un des symboles de la dégradation des juifs était le phénomène des jets de pierres sur eux par des enfants musulmans. Morris cite un voyageur du XIXe siècle : « J'ai vu un petit garçon de six ans, avec une troupe de gros bambins de seulement trois et quatre ans, leur apprendre à jeter des pierres sur un juif, et un petit gamin le ferait, avec le plus grand sang-froid, se dandiner jusqu'à l'homme et littéralement cracher sur sa gaberdine juive. À tout cela, le Juif est obligé de se soumettre ; ce serait plus que sa vie ne valait d'offrir de frapper un mahométan. »[pas clair]

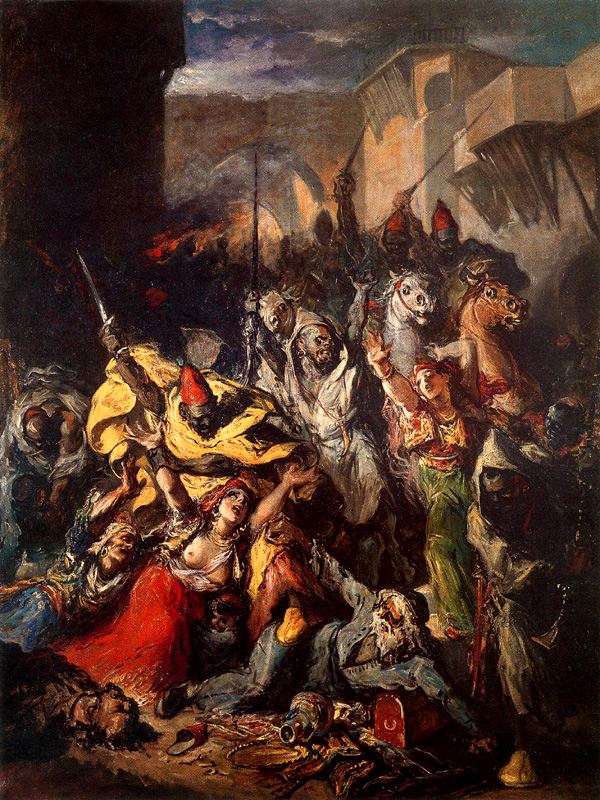
Assaut du quartier juif de Tanger, F. Lameyer y Berenguer (av. 1871)

Il y eut un autre massacre de Juifs à Barfurush, toujours en Iran, en 1867.
L'explorateur Charles de Foucauld, pourtant peu philosémite dans sa description des Juifs marocains, écrit en 1884 que « Les Israélites…, aux yeux des musulmans, ne sont pas des hommes… »,. Il précise plus loin cette situation fortement apparentée à l'esclavage, :

« Tout Juif du bled es-siba appartient corps et biens à son seigneur, son sid […] il lui est échu par héritage, comme une partie de son avoir, suivant les règles du droit musulman ou les coutumes imaziren […] il [lui] est lié pour toujours, lui et sa postérité. Le sid protège son Juif contre les étrangers comme chacun défend son bien. […] Le Juif mène la vie la plus pauvre et la plus misérable, il ne peut gagner un liard qui ne lui soit arraché ; on lui enlève ses enfants. Finalement, on le conduit lui-même sur le marché, on le met aux enchères et on le vend […] ou bien on pille et on détruit sa maison et on le chasse nu avec les siens. On voit des villages dont tout un quartier est désert [:] il y avait là un mellah et […] les sids, d’un commun accord, ont tout pris à leurs Juifs et les ont expulsés. Rien au monde ne protège un Israélite contre son seigneur ; il est à sa merci. Veut-il s'absenter, il lui faut une autorisation ; sa famille doit rester auprès du sid pour répondre de son retour. Veut-il unir sa fille à un étranger […], force est au fiancé de la racheter du seigneur au prix qu’il plaira à ce dernier de fixer […]

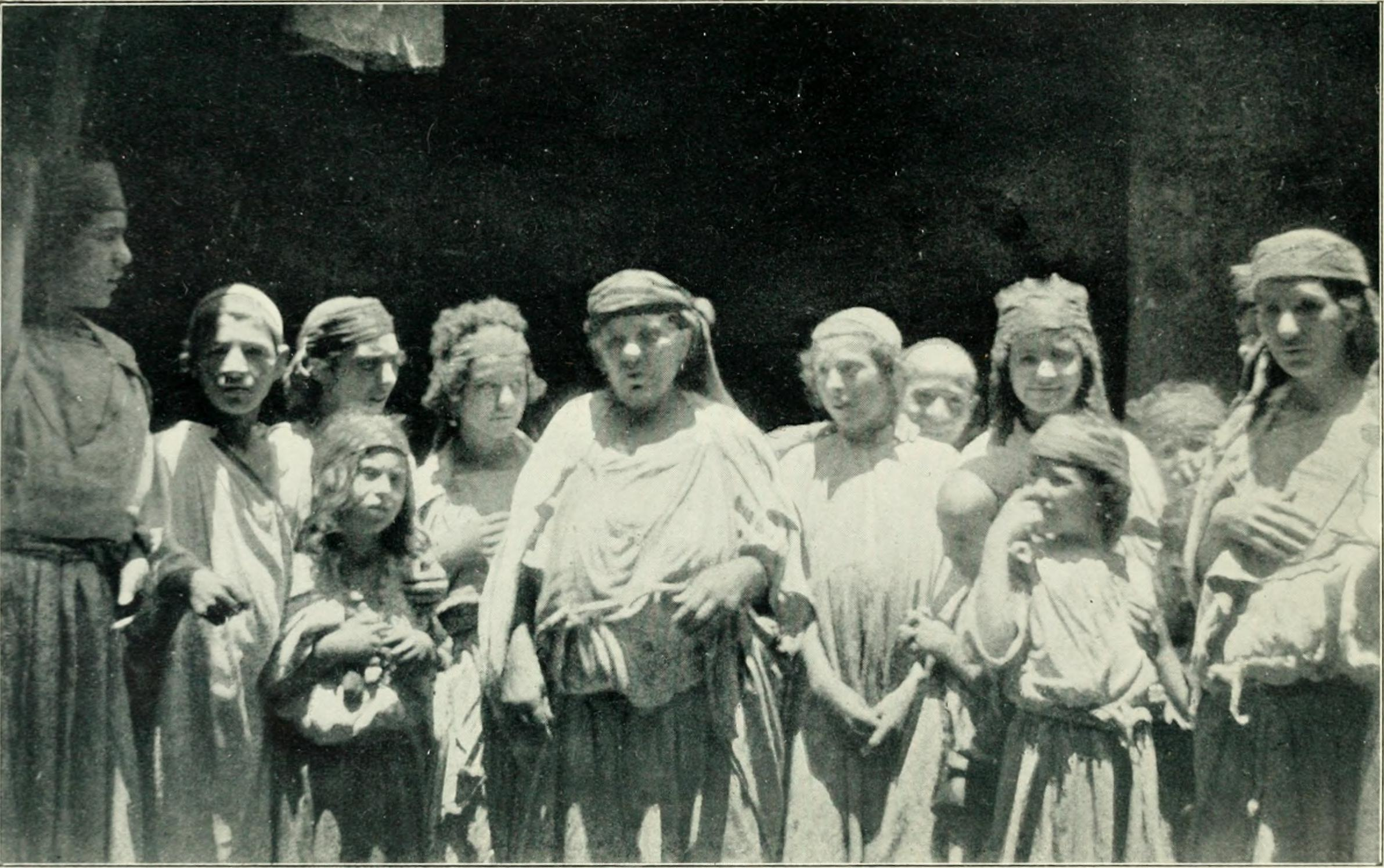
« Justice inique et cruelle » pour les Juifs des montagnes de l'Atlas marocain, dit un ouvrage de 1905.

Le Juif, tout enchaîné qu’il est, peut s’affranchir et quitter le pays, si son sid l’autorise à se racheter […]. II fixe alors le prix du rachat, soit en bloc pour toute la famille, soit pour chaque membre en particulier : la somme exigée est la plus grande partie de la fortune présumée du Juif. […] S’il ne veut ou ne peut donner ce qu’on lui demande, […] il ne lui reste qu’un moyen, la fuite. […] Le Juif qui se sauve est en danger mortel. Son seigneur, dès qu’il apprend son départ, se jette à sa poursuite ; s’il le rejoint, il le tue comme un voleur qui lui emporte son bien. Lorsque la fuite a réussi, le Juif évitera, lui et ses descendants, pendant plusieurs générations, d’approcher même de loin de son ancienne résidence […]. Il est des exemples d’Israélites dont l’aïeul s’était sauvé et qui, à plus de quatre-vingts ans de distance, ont été ramenés enchaînés au pays de leurs ancêtres par le descendant de leur seigneur. Ce droit permet parfois d’étranges choses […].
La contrée où j’ai vu les Israélites les plus maltraités et les plus misérables est la vallée de l’Ouad el Abid, d’Ouaouizert à Tabia. J’y ai trouvé des Juives enfermées depuis trois mois chez leur seigneur parce que le mari ne pouvait payer certaine somme. Là les coutumes fixent à 30 francs l’amende du Musulman qui a tué un Juif. Il les doit au sid du mort, et n’a d’autre peine ni d’autre dommage. Dans cette région, les Israélites ne font point de commerce : dès qu’ils possèdent quelque chose, on le leur arrache; ils ne peuvent être orfèvres : l’argent manque ; tous sont cordonniers. Traités comme des brutes, le malheur en a fait des êtres sauvages et féroces ; ils se battent, se blessent, se tuent journellement […] »

### XXesiècle

#### Violences

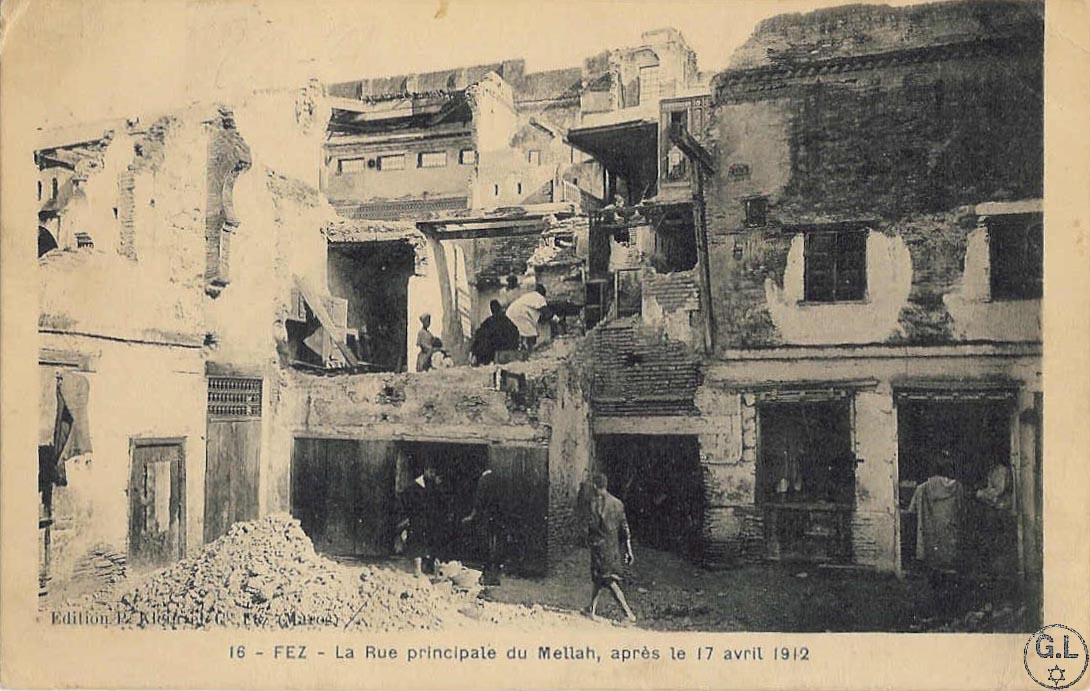
Rue principale du mellah de Fès après le pogrom (1912)

Les massacres de Juifs dans les pays musulmans se sont poursuivis jusqu'au XXe siècle. En 1907, lors du sac du mellah de Casablanca au Maroc où la population exerce sa violence contre les Juifs, « les hommes sont égorgés, les filles violées, les garçons emmenés comme esclaves…». Encore en 1912, le quartier juif de Fès est presque détruit et des dizaines de Juifs massacrés lors du « Trit » par une foule musulmane,,.

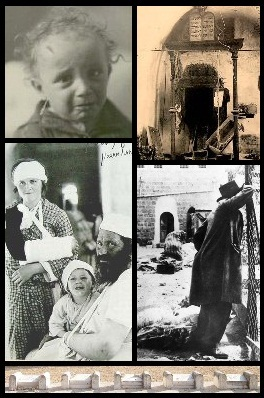
Après le massacre d'Hébron de 1929

Lors des émeutes de 1929 en Palestine mandataire, le massacre d'Hébron voit des Arabes tuer des dizaines de Juifs, en mutiler ou blesser autant et piller des maisons, des bibliothèques et des synagogues, ; les victimes sont enterrées par les Arabes dans des fosses publiques sans respect des rites funéraires juifs. Quelques jours plus tard, c'est au tour du ghetto juif de Safed d'être attaqué par des foules arabes qui brûlent, violent, blessent et tuent,.

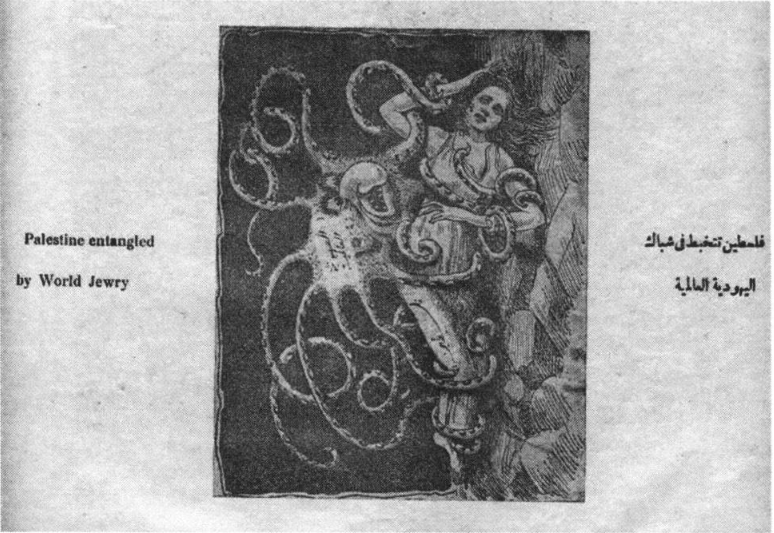
Caricature publiée dans le journal Falastin, avec pour légende : « La Palestine empêtrée dans la communauté juive mondiale » laquelle est représentée sous forme de pieuvre tentaculaire (1936)

Il y a des pogroms d'inspiration nazie en Algérie dans les années 1930 et des attaques massives contre les Juifs en Irak et en Libye dans les années 1940 (voir Farhud). Des musulmans pro-nazis massacrent des dizaines de Juifs à Bagdad en 1941.
L'universitaire américain Bernard Lewis et d'autres ont affirmé que les thèmes antisémites classiques étaient devenus monnaie courante dans les publications des mouvements islamistes arabes tels que le Hezbollah et le Hamas, dans les déclarations de diverses agences de la république islamique d'Iran, et même dans les journaux et autres publications de Refah Partisi, le parti islamique turc dont le chef a été Premier ministre en 1996-1997. Lewis a également écrit que le langage abusif est souvent assez fort, arguant que les épithètes conventionnelles pour les Juifs et les chrétiens sont respectivement les singes et les porcs.
Le 1er mars 1994, Rashid Baz, un musulman américain vivant à Brooklyn, New York, tire sur une camionnette transportant des étudiants juifs hassidiques sur le pont de Brooklyn. Les étudiants retournaient à Brooklyn après avoir rendu visite à leur chef malade, le rabbi de Loubavitch, victime d'un accident vasculaire cérébral deux ans plus tôt. Ari Halberstam, l'un des étudiants, est tué. D'autres sont blessés. Baz est cité dans ses aveux en 2007 comme disant : « Je ne leur ai tiré dessus que parce qu'ils étaient juifs ».

#### Liens entre l'Allemagne nazie et les pays musulmans

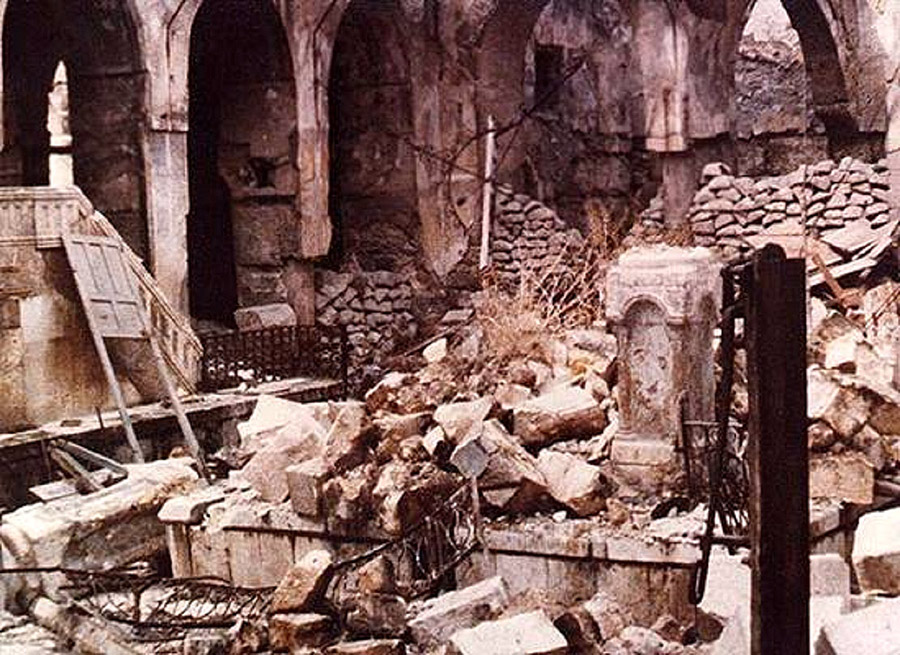
Synagogue brûlée à Alep en 1947

Certains Arabes ont trouvé cause commune avec l'Allemagne nazie contre les régimes coloniaux du Moyen-Orient. L'influence des nazis s'est accrue dans le monde arabe au cours des années 1930.L'Égypte, la Syrie et l'Iran auraient abrité des criminels de guerre nazis, bien qu'ils aient rejeté cette accusation. Avec l'aide au recrutement du Grand Mufti de Jérusalem, Amin al-Husseini, la 13e division de montagne Waffen du SS Handschar, principalement formée par des musulmans en 1943, fut la première division SS non germanique.

##### Amin al Husseini
Le Grand Mufti de Jérusalem, Amin al-Husseini a tenté de créer une alliance avec l'Allemagne nazie et l'Italie fasciste afin d'entraver la création d'une patrie juive en Palestine, et d'y empêcher toute émigration de réfugiés juifs de l'Holocauste.

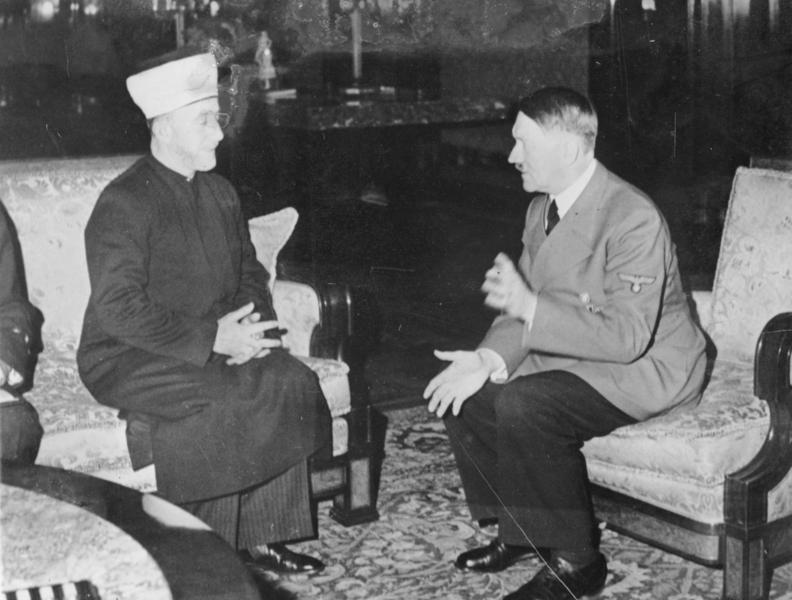
Amin al-Husseini, Grand Mufti de Jérusalem et président du Conseil suprême islamique rencontrant Adolf Hitler (décembre 1941)

Les historiens débattent dans quelle mesure l'opposition farouche d'al-Husseini au sionisme était fondée sur le nationalisme ou l'antisémitisme arabe, ou une combinaison des deux.
Le 31 mars 1933, quelques semaines après l'accession au pouvoir d'Hitler en Allemagne, al-Husseini envoya à Berlin un télégramme adressé au consul général allemand dans le mandat britannique de Palestine, disant que les musulmans de Palestine et d'ailleurs attendaient avec impatience de répandre leur idéologie au Moyen-Orient. Al-Husseini a rencontré secrètement le consul général allemand près de la mer Morte en 1933 et a exprimé son approbation du boycott anti-juif en Allemagne et lui a demandé de ne pas envoyer de Juifs en Palestine. Plus tard cette année-là, les assistants du mufti approchèrent Wolff[Qui ?] cherchant son aide pour établir un parti national-socialiste arabe en Palestine. Les rapports parvenus aux bureaux des affaires étrangères à Berlin ont montré des niveaux élevés d'admiration arabe pour Hitler.
Al-Husseini a rencontré le ministre allemand des Affaires étrangères, Joachim von Ribbentrop le 20 novembre 1941, et a été officiellement reçu par Hitler le 30 novembre 1941, à Berlin. Il a demandé à Hitler une déclaration publique qui « reconnaissait et sympathisait avec les luttes arabes pour l'indépendance et la libération, et qu'elle soutiendrait l'élimination d'une patrie juive nationale », et il a soumis au gouvernement allemand un projet d'une telle déclaration, contenant la clause.
Al-Husseini a aidé la cause de l'Axe au Moyen-Orient en émettant une fatwa de guerre sainte contre la Grande-Bretagne en mai 1941. La proclamation du mufti contre la Grande-Bretagne a été déclarée en Irak, où il a joué un rôle déterminant dans le déclenchement de la guerre anglo-irakienne de 1941. Pendant la guerre, le mufti a demandé à plusieurs reprises au « gouvernement allemand de bombarder Tel-Aviv ».

Al-Husseini a été impliqué dans l'organisation et le recrutement de musulmans bosniaques dans plusieurs divisions de la Waffen SS et d'autres unités et aussi des équipes de sabotage bénies formées par les Allemands avant d'être envoyées en Palestine, en Irak et en Transjordanie.

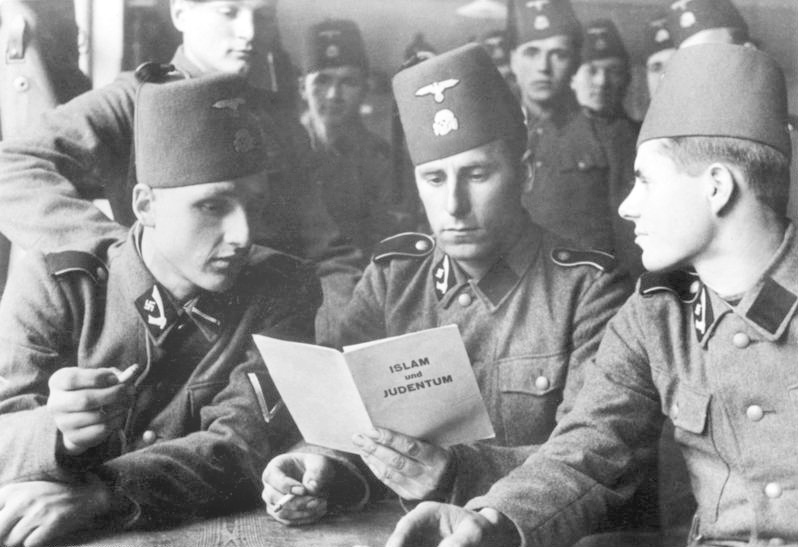
Soldats musulmans bosniaques du SS "Handschar" lisant un livre de propagande nazie , Islam und Judentum, dans le sud de la France occupé par les nazis (Bundesarchiv, juin 1943)
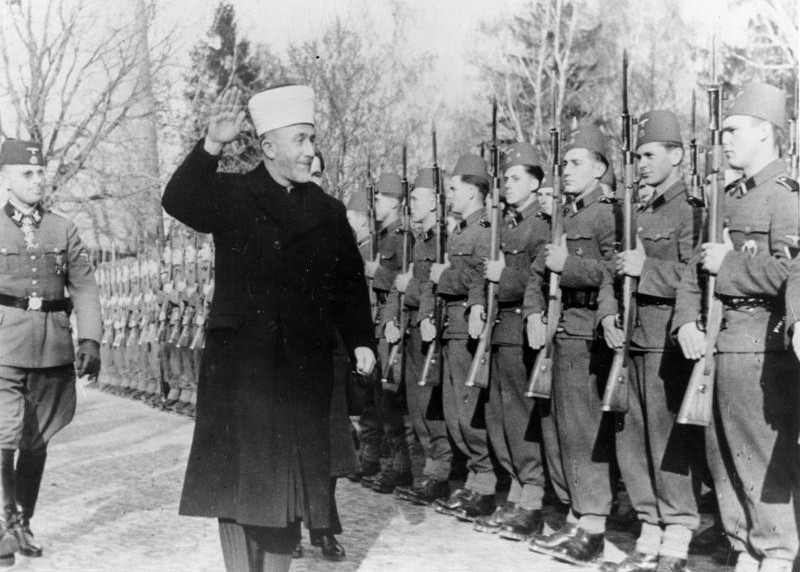
Novembre 1943 : al-Husseini saluant les volontaires musulmans bosniaques de la Waffen-SS avec un salut nazi[167]. À sa droite se trouve le général SS Karl-Gustav Sauberzweig.

##### Irak

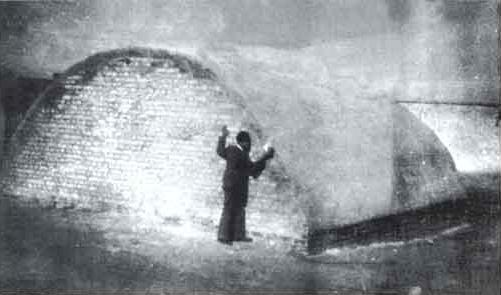
Charnier des victimes du Farhud de Bagdad (1941).

En mars 1940, le général Rashid Ali, un officier nationaliste irakien contraint le Premier ministre irakien pro-britannique Nuri Saïd Pacha, à démissionner. En mai, il a déclaré le djihad contre la Grande-Bretagne, a effectivement publié une déclaration de guerre. Quarante jours plus tard, les troupes britanniques avaient vaincu ses forces et occupé le pays. Le coup d'État irakien de 1941 a eu lieu le 3 avril 1941, lorsque le régime du régent 'Abd al-Ilah a été renversé et Rashid Ali a été installé comme Premier ministre.
En 1941, à la suite du coup d'État pro-Axe de Rashid Ali, des émeutes connues sous le nom de Farhud ont éclaté à Bagdad au cours desquelles environ 180 Juifs ont été tués et environ 240 ont été blessés, 586 entreprises appartenant à des Juifs ont été pillées et 99 maisons juives ont été détruites.
L'Irak a initialement interdit l'émigration de ses Juifs après la guerre de 1948 au motif que leur permettre d'aller en Israël renforcerait cet État, mais ils ont été autorisés à émigrer à nouveau après 1950, s'ils acceptaient de renoncer à leurs biens.

### Empire ottoman, Turquie, Irak et Kurdistan

#### Migrations forcées des Juifs et des chrétiens assyriens entre 1842 et leXXIesiècle
Dans sa récente thèse de doctorat et dans son livre récent, l'universitaire israélien Mordechai Zaken a décrit l'histoire des chrétiens assyriens de Turquie et d'Irak (dans le voisinage kurde) au cours des 90 dernières années, à partir de 1843. Dans ses études, Zaken décrit trois éruptions majeures qui ont eu lieu entre 1843 et 1933 au cours desquelles les Chrétiens assyriens ont perdu leurs terres et leur hégémonie dans leur habitat dans la région de Hakkārī (ou Julamerk) dans le sud-est de la Turquie et sont devenus des réfugiés dans d'autres pays, notamment en Iran et en Irak, et finalement établi des communautés d'exilés dans les pays européens et occidentaux (États-Unis, Canada, Australie, Nouvelle-Zélande, Suède, France, pour ne citer que quelques-uns de ces pays). Mordechai Zaken a écrit cette étude d'un point de vue analytique et comparatif, comparant l'expérience des chrétiens assyriens avec l'expérience des Juifs kurdes qui vivaient au Kurdistan depuis environ deux mille ans, mais ont été contraints d'émigrer en Israël au début années 1950. Les Juifs du Kurdistan ont été contraints de partir à la suite de la guerre arabo-israélienne, en raison de l'hostilité croissante et des actes de violence contre les Juifs dans les villes et villages irakiens et kurdes, et en raison d'une nouvelle situation qui s'est développée au cours de la 1940 en Irak et au Kurdistan où la capacité des Juifs à vivre dans un confort et une tolérance relatifs (qui a été perturbé de temps à autre avant cette période) avec leurs voisins arabes et musulmans, comme ils l'avaient fait pendant de nombreuses années, est pratiquement arrivée à un finir. En fin de compte, les Juifs du Kurdistan ont dû quitter en masse leur habitat kurde et migrer en Israël. Les Chrétiens assyriens, en revanche, ont subi un sort similaire mais ont migré par étapes à la suite de chaque crise politique avec le régime dans les limites duquel ils vivaient ou à la suite de chaque conflit avec leurs voisins musulmans, turcs ou arabes, ou à la suite du départ ou de l'expulsion de leur patriarche Mar Shimon en 1933, d'abord à Chypre puis aux États-Unis. Par conséquent, bien qu'il existe encore une petite et fragile communauté d'Assyriens en Irak, des millions de chrétiens assyriens vivent aujourd'hui dans des communautés exilées et prospères à l'ouest.

##### Iran
Bien que l'Iran ait été officiellement neutre pendant la Seconde Guerre mondiale, Reza Shah a sympathisé avec l'Allemagne nazie, faisant craindre d'éventuelles persécutions à la communauté juive. Bien que ces craintes ne se soient pas matérialisées, des articles anti-juifs ont été publiés dans les médias iraniens.
À la suite de l'invasion anglo-soviétique de l'Iran en 1941, Reza Shah est destitué et remplacé par son fils Mohammad Reza Pahlavi. Cependant, Kaveh Farrokh soutient qu'il existe une idée fausse selon laquelle l'antisémitisme était répandu en Iran avec Reza Shah au pouvoir.

##### Égypte
En Égypte, Ahmad Husayn fonde le Parti Jeune Égypte en 1934. Il a immédiatement exprimé sa sympathie pour l'Allemagne nazie à l'ambassadeur d'Allemagne en Égypte. Husayn a envoyé une délégation au rassemblement de Nuremberg et est revenu avec enthousiasme. Après la crise des Sudètes, les chefs de parti ont rompu avec et dénoncé l'agression de petites nations, mais ont néanmoins conservé des éléments similaires à ceux du nazisme ou du fascisme, par exemple les saluts, les défilés aux flambeaux, le culte des chefs, l'antisémitisme et le racisme. L'impact du parti avant 1939 était minime et leurs efforts d'espionnage étaient de peu de valeur pour les Allemands.
Pendant la Seconde Guerre mondiale, le Caire était un refuge pour les agents et les espions tout au long de la guerre. Les nationalistes égyptiens étaient actifs, avec de nombreux Égyptiens, dont Farouk d'Égypte et le premier ministre Ali Mahir Pacha, qui espéraient tous une victoire de l'Axe et la rupture complète des liens égyptiens avec la Grande-Bretagne.

#### Groupes islamistes
L'antisémitisme, aux côtés du sentiment anti-occidental, anti-israélien, du rejet de la démocratie et des théories du complot impliquant les Juifs, est répandu au sein de l'islamisme,,. De nombreux individus, groupes et organisations militants islamistes et djihadistes ont ouvertement exprimé des opinions antisémites,,. Cependant, même en dehors des cercles islamistes, le complot antijuif et antisioniste est un phénomène répandu à la fois dans le monde arabe et au Moyen-Orient et a connu une prolifération extraordinaire depuis le début de l'ère Internet.
L'office de propagande de Lashkar-e-Toiba a déclaré que les juifs étaient « les ennemis de l'islam » et qu'Israël était « l'ennemi du Pakistan ».
Le Hamas est largement admis comme antisémite. Il a publié des tracts antisémites, et ses écrits et manifestes s'appuient sur des documents antisémites (les Protocoles des Sages de Sion et d'autres littératures chrétiennes européennes), présentant des thèmes antisémites. En 1998, Esther Webman du Projet pour l'étude de l'antisémitisme à l'Université de Tel Aviv a écrit que bien que ce qui précède soit vrai, l'antisémitisme n'était pas le principe de base de l'idéologie du Hamas.
Dans un éditorial du Guardian en janvier 2006, Khaled Meshaal, le chef du bureau politique du Hamas a nié l'antisémitisme de la part du Hamas, et il a déclaré que la nature du conflit israélo-palestinien n'était pas religieuse mais politique. Il a également déclaré que le Hamas n'avait « aucun problème avec les Juifs qui ne nous ont pas attaqués ».
Le ton et la présentation du conflit israélo-palestinien dans le cadre d'une lutte éternelle entre musulmans et juifs par le Charte du Hamas étaient devenus un obstacle pour que le mouvement puisse participer aux forums diplomatiques impliquant des nations occidentales. Le mouvement a subi des pressions pour mettre à jour sa charte fondatrice publiée en 1988, qui appelait à la destruction d'Israël et préconisait des moyens violents pour parvenir à un État palestinien. Une nouvelle a été publiée en mai 2014, déclarant que le groupe ne cherche pas la guerre avec le peuple juif mais seulement contre le sionisme qu'il tient pour responsable de « l'occupation de la Palestine », tout en qualifiant Israël d'« ennemi sioniste ». Il a également accepté un État palestinien au sein de la Ligne verte comme transition mais a également préconisé la « libération de toute la Palestine ».
Amal Saad-Ghorayeb, un universitaire chiite et professeur assistant à l'Université libanaise américaine a écrit que le Hezbollah n'est pas antisioniste, mais plutôt anti-juif. Elle a cité Hassan Nasrallah disant : « Si nous cherchions dans le monde entier une personne plus lâche, méprisable, faible et faible dans sa psyché, son esprit, son idéologie et sa religion, nous ne trouverions personne comme le Juif. Remarquez, je ne dis pas l'israélien ». Concernant la position publique officielle du Hezbollah dans son ensemble, elle a déclaré que même si le Hezbollah « essaie de masquer son antijudaïsme pour des raisons de relations publiques […] une étude de sa langue, parlée et écrite, révèle une vérité sous-jacente ». Dans son livre Hezbollah : Politics & Religion, elle soutient que le Hezbollah « croit que les Juifs, par la nature du judaïsme, possèdent des défauts de caractère fatals ». Saad-Ghorayeb a également déclaré : « La lecture coranique de l'histoire juive par le Hezbollah a conduit ses dirigeants à croire que la théologie juive est mauvaise ».

### XXIesiècle
La France abrite la plus grande population de musulmans d'Europe - environ 6 millions - ainsi que la plus grande communauté de Juifs du continent, environ 600 000. Particulièrement au début de la deuxième Intifada, des musulmans ont attaqué des synagogues dans toute la France en solidarité avec la Palestine. De nombreux Juifs ont protesté et les actes ont été désignés comme « antisémitisme musulman ». En 2007, les attaques étaient moins graves, l'alerte semblait passée Cependant, pendant la guerre de Gaza de 2008-2009, les tensions entre les deux communautés ont augmenté et plusieurs dizaines de cas de violence musulmane tels que des incendies criminels et des agressions ont été signalés. Les dirigeants juifs français se sont plaints d'« une sorte d'antisémitisme diffus s'enracinant dans la communauté musulmane » tandis que les dirigeants musulmans ont répondu que les problèmes étaient « politiques plutôt que religieux » et que la colère musulmane n'est « pas contre les Juifs, elle est contre Israël ».
Le 28 juillet 2006, vers 16 h, la fusillade de la Fédération juive de Seattle se produit : Naveed Afzal Haq tire sur six femmes, et en tue une, dans le bâtiment de la Fédération juive du Grand Seattle dans le quartier de Belltown. Il a crié : « Je suis un musulman américain, je suis en colère contre Israël » avant de tirer. La police a classé la fusillade comme un crime de haine sur la base de ce que Haq a déclaré lors d'un appel téléphonique au numéro d'urgence américain, le 911.
En 2012, le Grand Mufti de l'Autorité Palestinienne de Jérusalem, Muhammad Ahmad Hussein, citant des Hadiths, a appelé au meurtre de tous les Juifs,,.
En Égypte, Dar al-Fadhilah a publié une traduction du traité antisémite d'Henry Ford, The International Jew, avec des illustrations clairement antisémites sur la couverture.
En 2014, l'Anti-Defamation League a publié une enquête mondiale sur les attitudes antisémites dans le monde, rapportant qu'au Moyen-Orient, 74 % des adultes étaient d'accord avec la majorité des onze propositions antisémites de l'enquête, notamment que « les Juifs ont trop de pouvoir sur les marchés financiers internationaux » et que « les Juifs sont responsables de la plupart des guerres dans le monde »,.

#### Affirmations antisémites de dirigeants et d'universitaires musulmans

##### Livres scolaires saoudiens
Une étude de mai 2006 sur le programme révisé des manuels scolaires de l'Arabie saoudite a découvert que les manuels de huitième année comprenaient les déclarations suivantes.

« Ce sont les gens du sabbat, dont Dieu a transformé les jeunes en singes, et les personnes âgées que Dieu a transformées en porcs pour les punir. Comme cité dans Ibn Abbas : Les singes sont des Juifs, les gardiens du sabbat ; tandis que les porcs sont les infidèles chrétiens de la communion de Jésus. »

« Certains des gens du sabbat ont été punis en étant transformés en singes et en porcs. Certains d'entre eux ont été amenés à adorer le diable, et non Dieu, par la consécration, le sacrifice, la prière, les appels à l'aide et d'autres types d'adoration. Certains Juifs adorent le diable. De même, certains membres de cette nation adorent le diable, et non Dieu. »

Les dirigeants des maisons d'édition américaines ont publié une déclaration demandant au gouvernement saoudien de supprimer la « haine ».
Selon le rapport de novembre 2018 de l'Anti-Defamation League, les manuels scolaires publiés par le gouvernement saoudien pour l'année scolaire 2018-19 promeuvent l'incitation à la haine ou à la violence contre les Juifs. Le matériel antisémite était encore dans les manuels scolaires saoudiens, en novembre 2019.

#### Efforts de réconciliation
Dans les pays occidentaux, certains groupes islamiques et musulmans ont fait des efforts pour se réconcilier avec la communauté juive par le dialogue et pour s'opposer à l'antisémitisme. Par exemple, en Grande-Bretagne, il y a le groupe Muslims Against Anti-Semitism,. Le spécialiste des études islamiques Tariq Ramadan s'est prononcé ouvertement contre l'antisémitisme, déclarant : « Au nom de leur foi et de leur conscience, les musulmans doivent prendre une position claire afin qu'une atmosphère pernicieuse ne s'installe pas dans les pays occidentaux. Rien dans l'Islam ne peut légitimer la xénophobie ou le rejet d'un être humain en raison de sa croyance religieuse ou de son appartenance ethnique. Il faut dire sans équivoque, avec force, que l'antisémitisme est inacceptable et indéfendable. » Mohammad Khatami, ancien président de l'Iran, a déclaré que l'antisémitisme était un « phénomène occidental », n'ayant aucun précédent dans l'islam et déclarant que les musulmans et les juifs avaient vécu en harmonie dans le passé. Un journal iranien a déclaré qu'il y a eu de la haine et de l'hostilité dans l'histoire, mais a admis qu'il faut distinguer les Juifs des sionistes.
En Amérique du Nord, le Council on American-Islamic Relations s'est prononcé contre certaines violences antisémites, comme la fusillade de la Seattle Jewish Federation en 2006. Selon la Ligue anti-diffamation, le CAIR a également été affilié à des organisations antisémites telles que le Hamas et le Hezbollah.
Le mufti saoudien, Shaykh Abd al-Aziz Bin Baz, a prononcé une fatwa selon laquelle la négociation de la paix avec Israël est autorisée, tout comme l'est le ciste à Jérusalem par les musulmans. Il a dit précisément :

« Le Prophète a fait la paix absolue avec les Juifs de Médine lorsqu'il s'y est rendu en tant qu'immigrant. Cela n'impliquait aucun amour pour eux ni aucune amabilité avec eux. Mais le Prophète s'est occupé d'eux, achetant d'eux, leur parlant, les appelant à Dieu et à l'Islam. À sa mort, son bouclier a été hypothéqué à un juif, car il l'avait hypothéqué pour acheter de la nourriture pour sa famille. »

Martin Kramer considère cela comme « une approbation explicite de relations normales avec les Juifs ».

#### Tendances

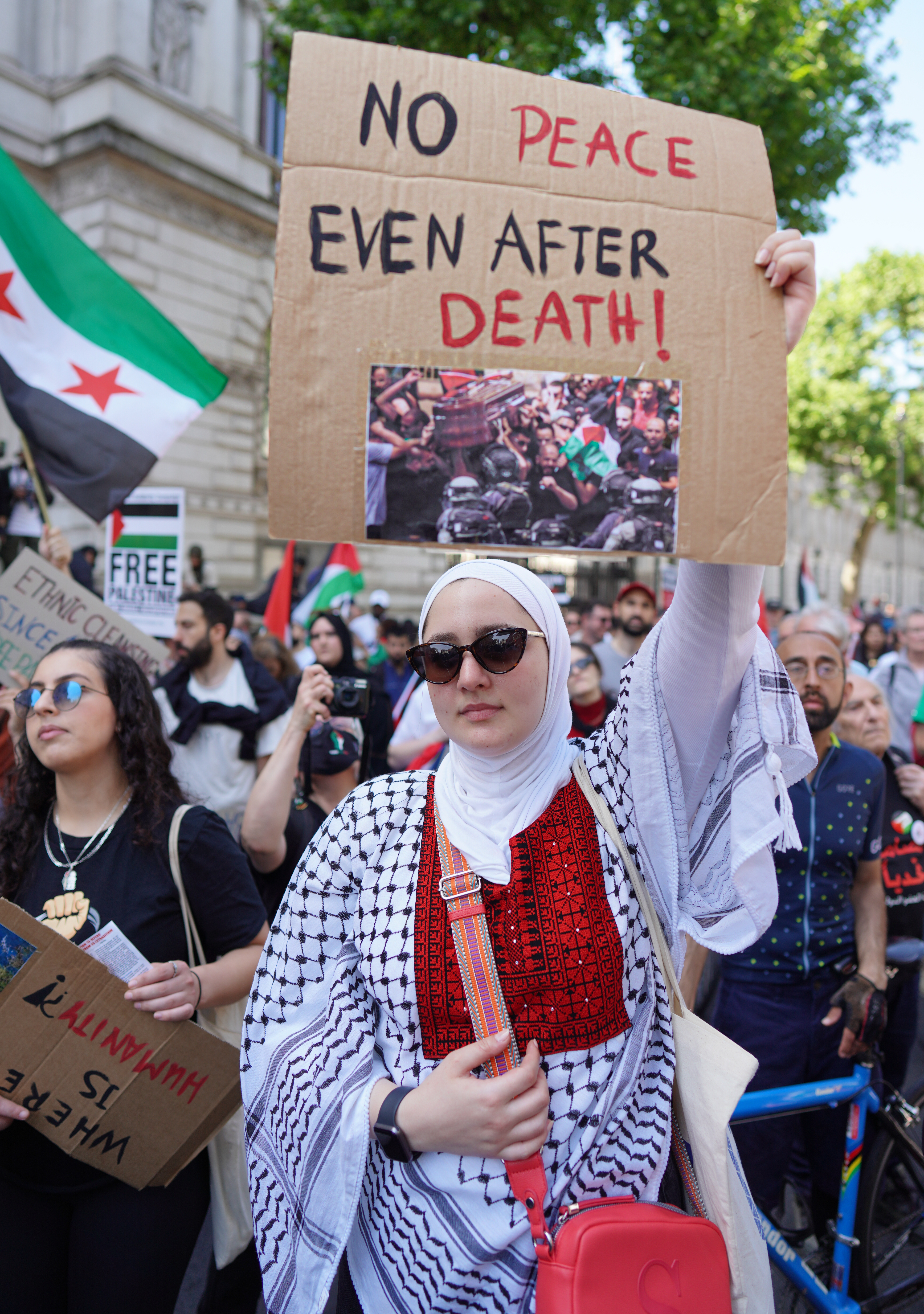
« Pas de paix même après la mort », pancarte brandie à Londres lors de la manifestation pour la commémoration de la Nakba et après la mort de la journaliste Shireen Abu Akleh (14 mai 2023)

Selon Norman Stillman, l'antisémitisme dans le monde musulman a considérablement augmenté pendant plus de deux décennies après 1948, mais « a culminé dans les années 1970 et a quelque peu diminué à mesure que le lent processus de rapprochement entre le monde arabe et l'État d'Israël évoluait dans les années 1980 et 1990 ». Johannes J.G. Jansen estime que l'antisémitisme n'aura aucun avenir dans le monde arabe à long terme. Selon lui, comme d'autres importations en provenance du monde occidental, l'antisémitisme est incapable de s'imposer dans la vie privée des musulmans.
En 2004, Khaleel Mohammed a déclaré : « L'antisémitisme est devenu un principe enraciné de la théologie musulmane, enseigné à 95 % des adeptes de la religion dans le monde islamique », une affirmation immédiatement rejetée comme fausse et raciste par les dirigeants musulmans, qui ont accusé Mohammed de détruire les efforts visant à établir des relations entre juifs et musulmans, En 2010, Moshe Ma'oz, professeur émérite d'études islamiques et moyen-orientales à l'Université hébraïque, a publié un livre remettant en question la perception commune de l'islam antisémite ou anti-israélien, et affirmant que la plupart des régimes arabes et la plupart des principaux religieux musulmans ont une approche pragmatique dans leur attitude envers Israël
Selon le professeur Robert Wistrich, directeur du Centre international Vidal Sassoon pour l'étude de l'antisémitisme (SICSA), les appels à la destruction d'Israël par l'Iran ou par le Hamas, le Hezbollah,le Jihad islamique ou les Frères musulmans, représentent un mode contemporain de antisémitisme génocidaire.
Selon le Pew Global Attitudes Project publié le 14 août 2005, des pourcentages élevés de la population de six pays à majorité musulmane ont une opinion négative des Juifs. À un questionnaire demandant aux personnes interrogées de donner leur avis sur les membres de diverses religions selon un spectre allant de "très favorable" à "très défavorable", 60 % des Turcs, 74 % des Pakistanais, 76 % des Indonésiens, 88 % des Marocains, 99 % des Libanais musulmans et 100 % des Jordaniens ont coché soit "plutôt défavorable" soit "très défavorable" pour les Juifs,.

## Antisémitisme islamique en Europe
Un rapport de 2017 du Centre de recherche sur l'extrémisme de l'Université d'Oslo suggère provisoirement que « les individus d'origine musulmane se distinguent parmi les auteurs de violence antisémite en Europe occidentale ».

### Pays-Bas
Aux Pays-Bas, des incidents antisémites parfois violents sont signalés, probablement liés à des jeunes musulmans d'origine marocaine. Une phrase rendue populaire lors des matchs de football contre le club de football prétendument juif, Ajax, a été adoptée par la jeunesse musulmane et est fréquemment entendue lors des manifestations pro-palestiniennes : « Hamas, Hamas, Juifs au gaz ! ». Selon le Centre d'information et de documentation sur Israël, un lobby pro-israélien aux Pays-Bas, en 2009, le nombre d'incidents antisémites à Amsterdam, la ville qui abrite la plupart des quelque 40 000 Juifs néerlandais, aurait doublé par rapport à 2008. En 2010, Raphael Evers, un rabbin orthodoxe d'Amsterdam, a déclaré au journal norvégien Aftenposten que les Juifs ne peuvent plus être en sécurité dans la ville en raison du risque d'agressions violentes. « Les juifs ne se sentent plus chez eux dans la ville. Beaucoup envisagent leur alyah en Israël ».

### Belgique
Plus d'une centaine d'attaques antisémites ont été enregistrées en Belgique en 2009. Il s'agit d'une augmentation de 100 % par rapport à l'année précédente. Les agresseurs étaient généralement de jeunes hommes issus de l'immigration du Moyen-Orient. En 2009, la ville belge d'Anvers, souvent désignée comme le dernier shtetl d'Europe, a connu une recrudescence de la violence antisémite. Bloeme Evers-Emden, un habitant d'Amsterdam et survivant d'Auschwitz, a été cité dans le journal Aftenposten en 2010 : « L'antisémitisme est maintenant encore pire qu'avant l'Holocauste. L'antisémitisme est devenu plus violent. Maintenant, ils menacent de nous tuer. »[réf. souhaitée]

### France
En 2004, la France a connu une montée de l'antisémitisme islamique et des attentats qui ont été médiatisés dans le monde entier,,. En 2006, des niveaux croissants d'antisémitisme ont été enregistrés dans les écoles françaises. Rapports liés aux tensions entre les enfants d'immigrants musulmans d'Afrique du Nord et les enfants juifs d'Afrique du Nord[pas clair]. Le point culminant a été atteint quand Ilan Halimi a été torturé à mort par le « gang des Barbares », dirigé par Youssouf Fofana. En 2007, plus de 7 000 membres de la communauté ont déposé une demande d'asile aux États-Unis, invoquant l'antisémitisme en France.
Entre 2001 et 2005, environ 12 000 Juifs français ont fait leur Aliyah en Israël. Plusieurs émigrés ont invoqué l'antisémitisme et la population arabe croissante comme motifs de départ. Lors d'une cérémonie d'accueil pour les Juifs français à l'été 2004, le Premier ministre israélien Ariel Sharon a provoqué la controverse lorsqu'il a conseillé à tous les Juifs français de « déménager immédiatement » en Israël et d'échapper à ce qu'il a appelé « l'antisémitisme le plus sauvage » en France,,,.
Au premier semestre 2009, on estime à 631 le nombre d'actes d'antisémitisme recensés en France, soit plus que sur l'ensemble de l'année 2008. S'adressant au Congrès juif mondial en décembre 2009, le ministre français de l'Intérieur Hortefeux a qualifié les actes d'antisémitisme de « poison pour notre république ». Il a également annoncé qu'il nommerait un coordinateur spécial pour la lutte contre le racisme et l'antisémitisme.
La montée de l'antisémitisme dans la France moderne a été liée à l'intensification du conflit israélo-palestinien. Depuis la guerre de Gaza en 2009, la baisse de l'antisémitisme s'est inversée. Un rapport rédigé par le Forum de coordination de la lutte contre l'antisémitisme a distingué la France en particulier parmi les pays occidentaux pour antisémitisme[pas clair]. Entre le début de l'offensive israélienne à Gaza fin décembre et sa fin en janvier, une centaine d'actes antisémites ont été recensés en France. Cela se compare à un total de 250 actes antisémites sur l'ensemble de l'année 2007. En 2012, le terroriste Mohammed Merah a tué quatre juifs, dont trois enfants, à l'école juive Ozar HaTorah de Toulouse. Peu après la fusillade de Charlie Hebdo en 2015, le terroriste Amedy Coulibaly a assassiné quatre clients juifs d'un supermarché casher à Paris et retenu quinze personnes en otage lors du siège de la porte de Vincennes. En réponse à ces attaques très médiatisées, l'émigration juive de France vers Israël a augmenté de 20 %, pour atteindre 5 100 par an, entre 2014 et 2015.

### Allemagne
Selon une enquête de 2012, 18 % des Turcs en Allemagne pensent que les Juifs sont des êtres humains inférieurs. Une étude similaire a révélé que la plupart des jeunes musulmans nés en Allemagne et des enfants d'immigrants ont des opinions antisémites[Pas dans la source].
Modèle:Side box
Dans les statistiques de la police, plus de 90 % des incidents sont répertoriés comme « extrémisme de droite ». Mais les responsables gouvernementaux et les dirigeants juifs doutent de ce chiffre, car les cas avec des auteurs inconnus et certains types d'attaques sont automatiquement classés comme « extrême droite ». Une étude de 2017 sur les perspectives juives de l'antisémitisme en Allemagne par l'Université de Bielefeld a révélé que des individus et des groupes appartenant à l'extrême droite et à l'extrême gauche étaient également représentés comme auteurs de harcèlement et d'agressions antisémites, tandis qu'un grand nombre d'attaques ont été commises par des musulmans assaillants. L'étude a également révélé que 70 % des participants craignaient une augmentation de l'antisémitisme en raison de l'immigration et en raison des opinions antisémites des réfugiés.

### Suède
Une étude gouvernementale en 2006 a estimé que 5 % de la population adulte totale et 39 % des musulmans adultes « ont des opinions antisémites systématiques ». L'ancien Premier ministre Göran Persson a qualifié ces résultats de « surprenants et terrifiants ». Cependant, le rabbin de la communauté juive orthodoxe de Stockholm, Meir Horden, a déclaré : « Il n'est pas vrai de dire que les Suédois sont antisémites. Certains d'entre eux sont hostiles à Israël parce qu'ils soutiennent le côté faible, qu'ils perçoivent comme étant les Palestiniens »,.
En mars 2010, Fredrik Sieradzk, directeur du centre d'information juif à Malmö, a déclaré à Die Presse, une publication Internet autrichienne, que les Juifs sont « harcelés et agressés physiquement » par « des gens du Moyen-Orient », bien qu'il ait ajouté que seul un petit nombre des 40 000 musulmans de Malmö « manifestent de la haine envers Les Juifs ». Sieradzk a également déclaré qu'environ 30 familles juives ont émigré de Malmö en Israël au cours de l'année écoulée, précisément pour échapper au harcèlement. Toujours en mars, le journal suédois Skånska Dagbladet a rapporté que les attaques contre les Juifs à Malmö se sont hissées à 79 en 2009, soit environ deux fois plus que l'année précédente, selon les statistiques de la police.
Début 2010, la publication suédoise The Local a publié une série d'articles sur l'antisémitisme croissant à Malmö, en Suède. Dans une interview en janvier 2010, Fredrik Sieradzki a déclaré : « Les menaces contre les Juifs n'ont cessé d'augmenter à Malmö ces dernières années et de nombreuses jeunes familles juives choisissent de quitter la ville. Beaucoup pensent que la communauté et les politiciens locaux ont montré un manque de compréhension de la façon dont les résidents juifs de la ville ont été marginalisés ». Il a également ajouté : « En ce moment, de nombreux Juifs de Malmö sont vraiment préoccupés par la situation ici et ne croient pas qu'ils ont un avenir ici. La section locale a également signalé que des cimetières et des synagogues juifs ont été à plusieurs reprises profanés par des graffitis antisémites, et qu'une chapelle d'un autre lieu de sépulture juive à Malmö a été incendiée en 2009. En 2009, la police de Malmö a reçu des rapports faisant état de 79 incidents antisémites, soit le double du nombre de l'année précédente (2008). Fredrik Sieradzki, porte-parole de la communauté juive de Malmö, a estimé que la population juive déjà petite diminue de 5 % par an. « Malmö est un endroit dont il faut s'éloigner », a-t-il déclaré, citant l'antisémitisme comme principale raison.
En octobre 2010, The Forward a rendu compte de la situation actuelle des Juifs et du niveau d'antisémitisme en Suède. Henrik Bachner, écrivain et professeur d'histoire à l'Université de Lund, a affirmé que les membres du Parlement suédois ont assisté à des rassemblements anti-israéliens où le drapeau israélien a été brûlé tandis que les drapeaux du Hamas et du Hezbollah étaient agités, et la rhétorique était souvent antisémite – pas seulement anti-israélienne. Mais une telle rhétorique publique n'est pas qualifiée de haineuse ni dénoncée. Charles Small, directeur de l'Initiative de l'Université de Yale pour l'étude de l'antisémitisme, a déclaré : « La Suède est un microcosme de l'antisémitisme contemporain. C'est une forme d'acquiescement à l'islam radical, qui est diamétralement opposé à tout ce que la Suède représente ». Per Gudmundson, éditorialiste en chef de Svenska Dagbladet, a vivement critiqué les politiciens qui, selon lui, offrent de « faibles excuses » aux musulmans accusés de crimes antisémites. « Les politiciens disent que ces enfants sont pauvres et opprimés, et nous les avons fait détester. En fait, ils disent que le comportement de ces enfants est en quelque sorte de notre faute ». Judith Popinski, une survivante de l'Holocauste de 86 ans, a déclaré qu'elle n'était plus invitée dans les écoles à forte présence musulmane pour raconter son histoire de survie à l'Holocauste. Popinski, qui a trouvé refuge à Malmö en 1945, a déclaré que, jusqu'à récemment, elle racontait son histoire dans les écoles de Malmö dans le cadre de leur programme d'études sur l'Holocauste, mais que maintenant, de nombreuses écoles ne demandent plus aux survivants de l'Holocauste de raconter leurs histoires, car les élèves musulmans les traitent avec un tel manque de respect, soit en ignorant les orateurs, soit en sortant de la classe. Elle a ajouté : « Malmö me rappelle l'antisémitisme que je ressentais quand j'étais enfant en Pologne avant la guerre. Je ne suis plus en sécurité en tant que juive en Suède ».
En décembre 2010, l'organisation juive de défense des droits de l'homme, le Centre Simon-Wiesenthal a publié un avis aux voyageurs concernant la Suède, conseillant aux Juifs d'exprimer « une extrême prudence » lors de leurs visites dans le sud du pays en raison d'une augmentation du harcèlement verbal et physique des citoyens juifs par les musulmans en la ville de Malmö.

### Norvège
En 2010, la Norwegian Broadcasting Corporation, après un an de recherche, a révélé que l'antisémitisme était courant parmi les musulmans norvégiens. Les enseignants des écoles à forte proportion de musulmans ont révélé que les étudiants musulmans « louent ou admirent souvent Adolf Hitler pour sa tuerie de Juifs », que « la haine des Juifs est légitime au sein de vastes groupes d'étudiants musulmans » et que « les musulmans rient ou commandent [les enseignants] d'arrêter lorsque vous essayez d'éduquer sur l'Holocauste,, ».
De plus, « alors que certains étudiants peuvent protester lorsque certains expriment leur soutien au terrorisme, aucun ne s'oppose lorsque les étudiants expriment leur haine des Juifs » et qu'il est dit dans « le Coran que vous devez tuer les Juifs, tous les vrais musulmans détestent les Juifs ». On dit que la plupart de ces étudiants sont nés et ont grandi en Norvège. Un père juif a également raconté que son enfant après l'école avait été emmené par une foule musulmane (bien qu'il ait réussi à s'échapper), qui aurait été « emmené dans la forêt et pendu parce qu'il était juif ».

### Royaume-Uni
Selon le journaliste musulman britannique Mehdi Hasan, « l'antisémitisme n'est pas seulement toléré dans certaines sections de la communauté musulmane britannique ; c'est une routine et un lieu commun ». Une enquête menée en 2016 auprès de 5 446 Britanniques adultes, faisant partie d'un rapport intitulé Antisémitisme dans la Grande-Bretagne contemporaine et menée par l'Institute for Jewish Policy Research, basé à Londres, a révélé que la prévalence des opinions antisémites chez les musulmans était de deux à quatre fois supérieure que le reste de la population, 55 % des musulmans britanniques avaient au moins un point de vue antisémite, et qu'il y avait une corrélation entre la religiosité musulmane et l'antisémitisme.